# Букреев, Анатолий Николаевич
Анато́лий Никола́евич Букре́ев (16 января 1958, Коркино, Челябинская область, СССР — 25 декабря 1997, Аннапурна, Гималаи, Непал) — советский и казахстанский высотный альпинист, горный гид и писатель. Заслуженный мастер спорта СССР (1989), мастер спорта СССР международного класса (1989), обладатель титула «Снежный барс» (1985). Покоритель одиннадцати восьмитысячников планеты, совершивший на них в общей сложности 18 восхождений. По мнению Райнхольда Месснера, самый сильный альпинист-высотник XX века. Кавалер ордена «За личное мужество» (1989), казахстанской медали «За мужество» (1998, посмертно), высшей награды Американского альпклуба — медали Дэвида Соулса, вручаемой альпинистам, спасшим в горах людей с риском для собственной жизни (1997).
Спортивную карьеру начал в детском возрасте с походов и восхождений на Урале. Будучи студентом Челябинского пединститута, поднимался на вершины Тянь-Шаня, а во время службы в армии покорил свои первые семитысячники на Памире. В 1989 году в составе советской гималайской экспедиции на Канченджангу взошёл на все вершины этого массива высотой выше 8000 метров. После распада СССР и сокращения государственного финансирования профессионального альпинизма работал преимущественно горным гидом — первый опыт в этом начинании получил в США, подняв клиентов на высшую точку Северной Америки вершину Мак-Кинли. В период с 1991 по 1995 год в составе различных экспедиций дважды поднимался на Эверест, Дхаулагири и Макалу, а также взошёл на К2 и Манаслу. 30 июня 1995 года на массовой альпиниаде на пик Абая (4010 м) в Заилийском Алатау являлся персональным гидом президента Казахстана Нурсултана Назарбаева. В 1997 году с выходом бестселлера «В разрежённом воздухе» Джона Кракауэра, посвящённого трагедии на Эвересте годом ранее, имя Букреева стало известно далеко за пределами узкого круга альпинистов-профессионалов, однако для англоязычных читателей книги образ Букреева как представителя другой культурной среды, к тому же не в совершенстве владевшего языком, вышел отнюдь не положительным. Не будучи профессионалом в высотном альпинизме, Кракауэр дал собственную оценку целого ряда решений и действий Букреева, вызвавшую серьёзную полемику в альпинистской среде. Хотя профессиональное реноме Букреева не пострадало, в том же году была опубликована его книга, написанная в соавторстве с Вестоном Де Уолтом «Восхождение», в которой Букреев изложил собственное видение событий на Эвересте. В 1997 году в четвёртый раз в карьере поднялся на Джомолунгму, второй раз на Лхоцзе, впервые на Броуд-Пик и Гашербрум II. Погиб 25 декабря в результате схода снежной лавины во время попытки зимнего восхождения на вершину Аннапурна.

## Общие сведения

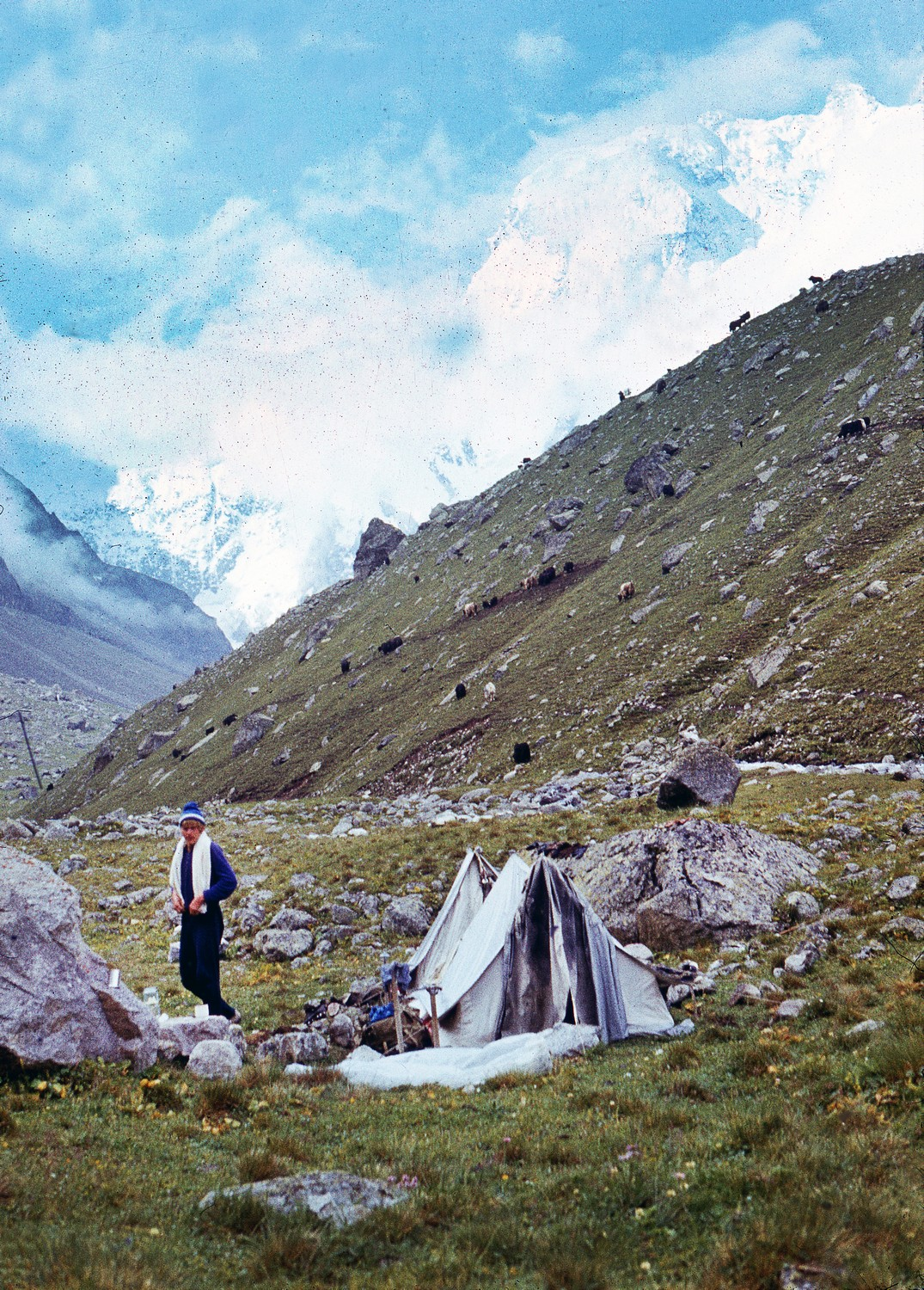
Анатолий Букреев, Aльплагерь «Безенги» 1977
Фото: Яан Кюннап

Родился 16 января 1958 года в городе Коркино Челябинской области третьим ребёнком в многодетной семье (старшие дети Александр (1952) и Любовь (1954), младшие Ирина и Николай). Отец, Николай Васильевич, занимался ремонтом музыкальных инструментов, мать, Валентина Андреевна, работала в местном транспортном управлении, а позже в местном клубе. Учился в средней школе № 2 (ныне МБОУ «СОШ № 2» Коркинского муниципального района), которую окончил в 1975 году. Учёба давалась ему легко, по словам старшего брата, «всё схватывал на лету». Увлекался чтением, «…любил науку. Физику.». По рекомендации от школы поступил на физико-математический факультет Челябинского государственного педагогический института, который окончил в 1979 году по специальности учитель физики, а также получил диплом тренера по лыжному спорту. После окончания ВУЗа получил распределение в родную школу, но «как-то сумел договориться» и из Челябинска уехал в Алма-Ату. Там же был призван на срочную службу в армию (1979—1981). По протекции Ерванда Ильинского, главного тренера республиканского ЦСКА и сборной Казахстана по альпинизму, получил направление в спортивную роту Среднеазиатского военного округа. Во время службы в армии заболел менингитом, из-за чего был исключён из состава сборной САВО, а врачи запретили ему заниматься спортом вообще. Тем не менее, сумел полностью восстановиться. После увольнения в запас остался в Казахстане, жил неподалёку от Алма-Аты в совхозе «Горный садовод». Работал в ЦСКА тренером по лыжной подготовке в областной ДЮСШ, а также инструктором по горной подготовке, совместив работу с увлечением альпинизмом. После распада СССР остался в Казахстане и получил гражданство (двойное) этой республики. В 1990-х годах перебрался в США, как он сам говорил: «Я гражданин мира. Мне говорят: „Анатолий, ты тренируешься в Америке, живешь в Казахстане, родился на Урале“. Я отвечаю: „Да, вот так получается, а большую часть времени провожу в Непале“».

## Спортивная карьера

### Становление
В возрасте 12 лет начал заниматься в секции юных геологов под началом педагога Татьяны Ретюнской, будущего мастера спорта по альпинизму и заслуженного учителя России. Под её руководством впервые сходил в поход по Уральским горам. По воспоминаниям Ретюнской, «был самым маленьким, и внешне, и по возрасту, но тащил рюкзак, ни на шаг не отставая от товарищей». Позже увлёкся альпинизмом, в связи с чем до изнеможения занимался физкультурой дома и в школьном спортзале, а для тренировки выносливости бегал на лыжах. Несмотря на выполнение всех необходимых нормативов, по медицинским показаниям Букреева на «восхождения не допускали». Удостоверение альпиниста, несмотря на нарушение действующих тогда норм, Букрееву «выправил» муж Т. Ретюнской Юрий Ретюнский, тренер и неоднократный призёр чемпионатов СССР в этом виде спорта, а также партнёр по последующим восхождениям.

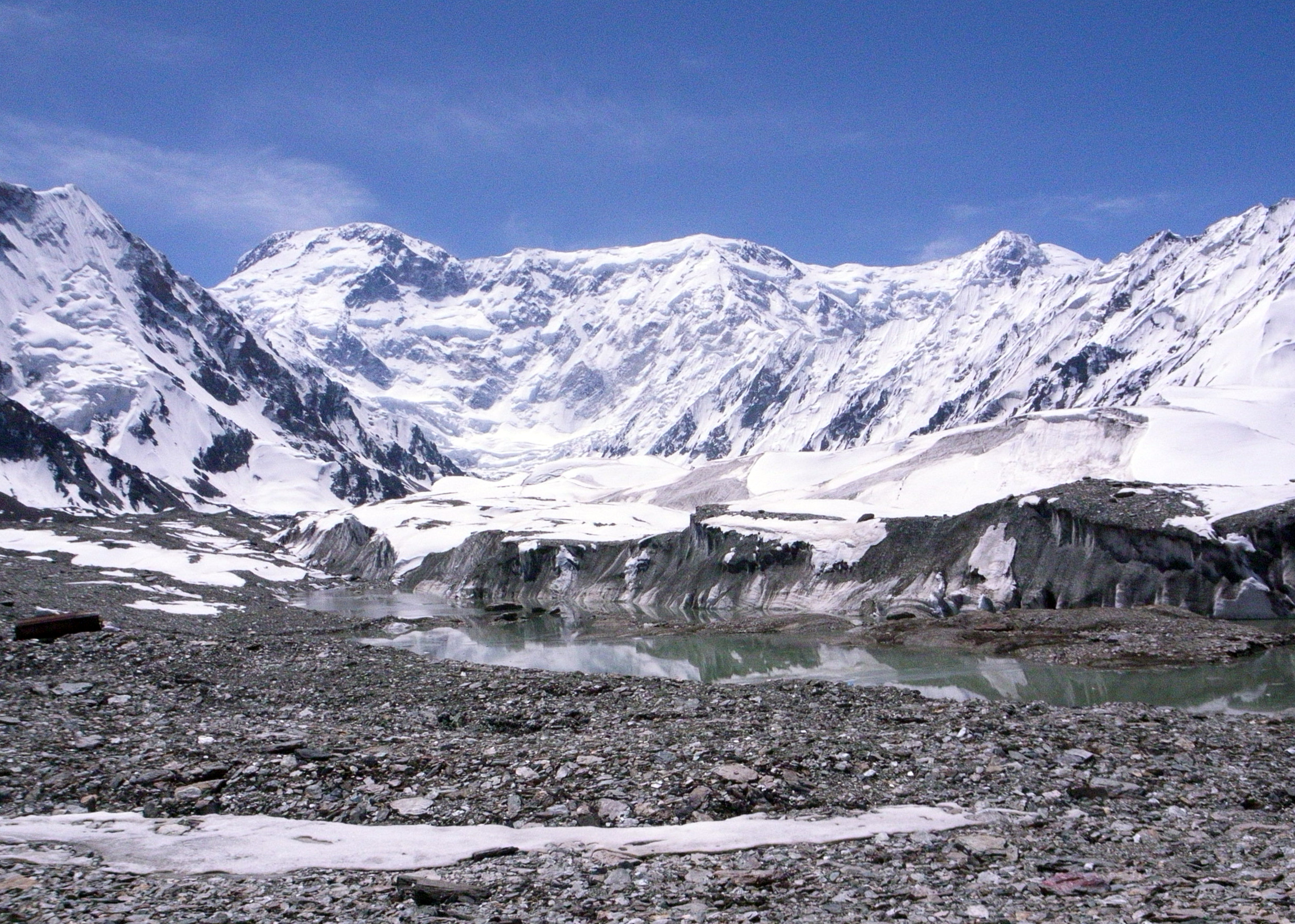
Пик Победы

В студенческие годы с восхождений на уральские «холмы» переключился на четырёхтысячники Тянь-Шаня. Первыми семитысячниками в его карьере стали пик Ленина (7134 м) и пик Коммунизма (7495 м), пройденные в 1980 году. К 1985 году прошёл все вершины Союза выше 7000 метров и получил титул «Снежного барса». В 1987 году стал одним из кандидатов в состав участников Второй Советской Гималайской экспедиции (на Канченджангу). Во время отборочных сборов совершил первое скоростное 14-ти часовое восхождение на пик Ленина (8 часов на подъём от базового лагеря (4200 м) и 6 на спуск), показал лучшее время во время восхождения на пик Коммунизма (с 6700 до 7400 м за 1 час 25 мин), а также на Эльбрус (с 4200 до 5350 м за 1 час 07 мин). Годом позже во время сборов национальной команды прошёл траверс-первопроход трёх вершин пика Победы (Западной (6918 м) — Главной (7439 м) — Восточной (7060 м)) до пика Военных топографов (6873 м). По воспоминаниям Валерия Хрищатого: «…создается впечатление, что кто-то завел в нём мощную пружину на длительное время и вдруг отпустил её. Удержаться в это время у него на „хвосте“ дело очень не простое. Во всяком случае, на отборах никто не смог этого сделать. Он выиграл все высотные забеги с большим преимуществом». По его же сведениям, на момент старта гималайской экспедиции за плечами Букреева было шестнадцать восхождений на семитысячники.

### Вторая Советская Гималайская экспедиция

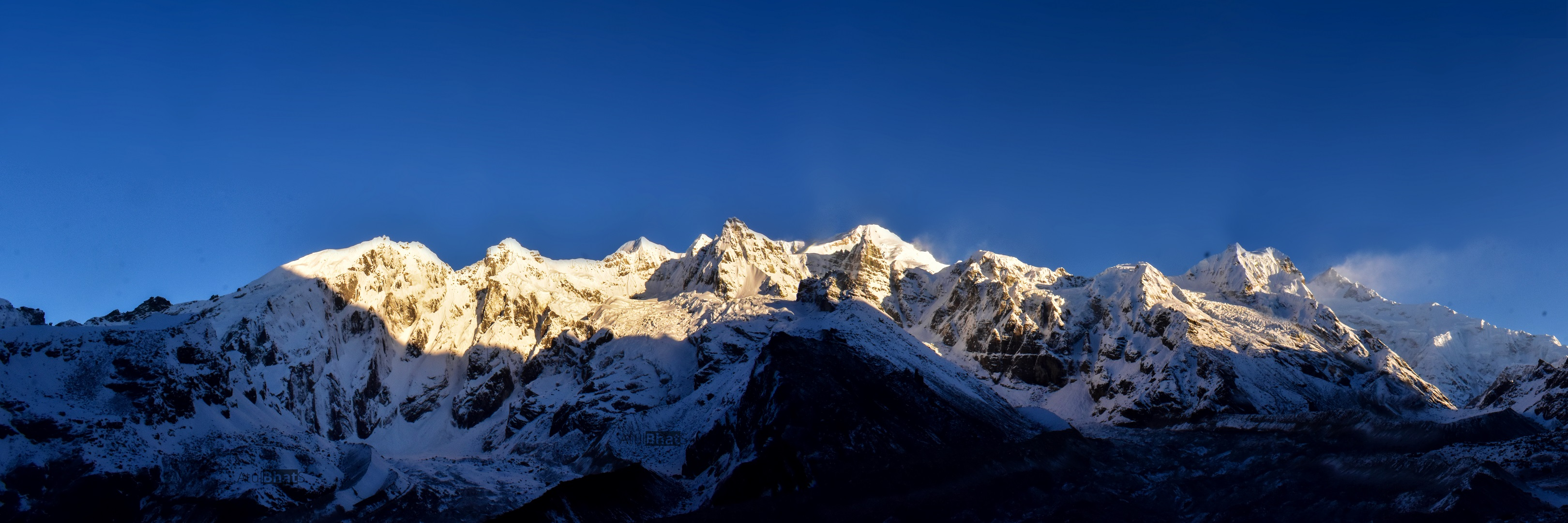
Массив Канченджанги

Вторая Советская Гималайская экспедиция (рук. Э. Мысловский, Н. Чёрный, тренеры В. Иванов и С. Ефимов) стартовала в феврале 1989 года и ставила своей главной целью прохождение первого траверса всех четырёх вершин массива Канченджаги высотой выше 8000 метров. Для обеспечения прохождения траверса сборная была разбита на группы, которые обрабатывали разнесённые маршруты подъёма/спуска (западный и южный), а также центральный (для создания промежуточного лагеря в центре гребня массива с запасом кислорода на пути будущих траверсантов). На каждой ветке планом предполагалась организация промежуточных лагерей на высотах 7800 м (лагерь IV) и 8200 м (лагерь V) (лагерь III (7200 м) был общим для всех веток). Букреев вошёл в группу Валерия Хрищатого — участника первой Советской гималайской экспедиции, которая обрабатывала маршрут по центральному кулуару — между Главной и Средней (Центральной, 8478 м) вершинами (в группу также входили Сергей Арсентьев, Михаил Можаев и Владимир Балыбердин). 15 апреля, во время очередной «грузовой ходки» в верхний V высотный лагерь, Хрищатый, вопреки требований руководства экспедиции, решил подняться на Канченджагу Центральную, и в 17:30 по местному времени он и Букреев стояли на её вершине — для Анатолия она стала первым «восьмитысячником» в его карьере. После благополучного спуска и последующего отдыха в зелёной зоне решением тренерского состава Букреев вошёл в первую из двух пятёрок траверсантов массива Канчи (вместе с Михаилом Туркевичем, Евгением Виноградским и Александром Погореловым, руководитель группы Сергей Бершов). По мнению Хрищатого, Букреев на тот момент был физически сильнейшим высотником экспедиции.
За три дня, с 30 апреля по первое мая 1989 года, пятёрка Бершова успешно прошла траверс четырёх вершин массива Канченджанги (с запада на юг: Ялунг-Канг (8505) — Главная (8586) — Средняя (8478) — Южная (8491)). Встречный траверс (в южном направлении) также успешно прошла группа Василия Елагина. По завершении экспедиции Букреев в числе других альпинистов получил звание заслуженного мастера спорта и мастера спорта международного класса, а также был награждён орденом «За личное мужество».
Во время траверса Букреев по настоянию руководства экспедицией использовал кислород. В последующих гималайских экспедициях (за исключением восхождения в 1997 году на Эверест) он им не пользовался.

### Восхождения на восьмитысячники

Мак-Кинли (Денали)

В октябре 1989 года состоялись первые соревнования по скоростному восхождению на Эльбрус (организатор Владимир Балыбердин). Во время этой эльбрусиады, в которой Анатолий победил, он близко познакомился с американской журналисткой Элизабет Уолд, которая взяла у него интервью, позже опубликованное в авторитетном журнале Climbing под заголовком «Back in USSR». Как участник экспедиции на Канченджангу, Букреев при активном содействии Уорд получил приглашение на международный фестиваль горных фильмов (США, весна 1990 года), где в конкурсе участвовал документальный фильм о советском восхождении.
В первых числах марта 1990 года впервые посетил США. По словам Ильи Наймушина, «Америка и её люди оказали влияние и на его мировосприятие, и на его подход к альпинизму». По собственным словам Анатолия, ему понравилась «конкретность»: «Здесь жизнь очень дорогая, и за всё нужно платить. А чтобы платить, нужно иметь работу и уметь её делать хорошо… Здесь <> всё зависит от самого человека. Есть в их жизни какая-то жестокость, которая не прощает слабости и в то же время делает людей сильными. Может быть, это правильно». Этот же год, по словам алматинского «гималайца» Рината Хайбуллина, «стал годом его становления как профессионального гида-высотника». Во время пребывания в США Букреев познакомился со многими «коллегами по цеху», и не без их участия и связей (в частности, Кевина Куни, ставшего позже его партнёром в последующих экспедициях, и Галена Роуэлла), а также всё той же Элизабет Уолд, смог получить место гида в коммерческом восхождении Майкла Ковингтона (англ. Michael Covington) на Мак-Кинли (6190 м) компании «Fantasy Ridge Mountain Guides». 14 мая Анатолий успешно взошёл с клиентами на высшую точку Аляски по маршруту Кассина, а спустя десять дней (23.05.1990) прошёл соло за десять с половиной часов маршрут по западному ребру на вершину. Его восхождение стало самым быстрым в истории покорения Мак-Кинли. Тремя годами позже, весной 1993 года, ещё раз поднялся на Мак-Кинли — на этот раз он по персональному приглашению работал личным гидом 69-летнего путешественника и альпиниста Джака Робинса, — своего знакомого, которого в 1992 году сопровождал во время коммерческого восхождения на Хан-Тенгри.
Летом того же 1990 года сделал первые скоростные соло-восхождения на пик Победы (22 августа, третий раз за карьеру, 36 часов) и на Хан-Тенгри (7010 м), а осенью вновь стал первым в скоростном восхождении на Восточную вершину Эльбруса (5621 м) — маршрут от Приюта одиннадцати (4200 м) он прошёл за 1 час 40 минут (в ряде источников 1 час 47 минут).

#### Дхаулагири, Эверест (1991)
Весной 1991 года казахстанцы организовали первую собственную гималайскую экспедицию на Дхаулагири (8167 м) (рук. Казбек Валиев, старший тренер Е. Ильинский), целью которой было прохождение нового маршрута по Западной стене. В число участников команды вошли как ветераны советских экспедиций: Валерий Хрищатый, Владимир Сувига, Анатолий Букреев, Ринат Хайбуллин, Виктор Дедий, Юрий Моисеев, так и «новички»: Заурбек Мизамбеков, Владимир Присяжный, Артур Шегай, Александр Савин и Андрей Целищев. Экспедиция достигла заявленной цели — 10 и 13 мая по новому «казахстанскому» маршруту 10 из 11 альпинистов (кроме травмированного В. Дедия) достигли вершины (Букреев — 10 мая).
Осенью того же года состоялась совместная российско-американская экспедиция на Эверест под руководством Владимира Балыбердина. В её состав входили семеро советских и трое американских альпинистов, в числе которых был друг Букреева Кевин Куни, а также присоединившийся к ним уже в Катманду Дэн Мазур, американец украинского происхождения. Изначально у Балыбердина был пермит на восхождение на Лхоцзе по не пройденному западному гребню с последующим траверсом через Южное седло на Эверест, однако «на месте» эти планы изменились — было решено, помимо восхождения, попробовать побить рекорд подъёма на Джомолунгму, установленный в 1988 году французом Марком Батаром, — 22 часа 29 минут от базового лагеря до вершины.
Уже спустя две недели с момента организации базового лагеря передовая группа — Букреев, Балыбердин, Куни и ещё один американец — 6 октября достигла Южного седла. Переночевав, 7 октября четвёрка решила «подняться ещё выше по склону в сторону вершины». Букреев, вырвавшийся вперёд, решил не останавливаться, американцы пошли за ним. Замыкал шествие Балыбердин, который пробовал остановить этот внеплановый порыв. В итоге Букреев, а затем Балыбердин, в котором, по воспоминаниям участника экспедиции Геннадия Копейки, «проснулось самолюбие», достигли вершины Эвереста (Куни дошёл до Южной вершины (8500 м)). Это спонтанное решение Букреева в нарушение «спортивной дисциплины» даже стало предметом его конфликта с руководителем, который запретил ему дальнейшие попытки штурма. Тем не менее, по данным Элизабет Хоули, уже спустя 5 дней в 17.00 12 октября Анатолий вновь вышел в направлении вершины мира. Через 15 часов работы он набрал 2950 метров по вертикали до высоты 8300 м, но из-за ураганного ветра наверху был вынужден начать спуск. Ровно через 24 часа после выхода он благополучно вернулся в базовый лагерь. Ещё одну попытку установить рекорд предпринял Владимир Балыбердин. Он вышел в 6 утра 17 октября и за 17 часов (к 23.00) достиг «букреевской» высоты 8300 м, но выше без кошек (которых у него с собой не было — он посчитал, что они ему не понадобятся) по очень жёсткому фирну подниматься было невозможно, хотя погода позволяла продолжать восхождение. После «холодной» ночёвки, прошедшей без обморожений, Балыбердин спустился вниз. Помимо Букреева и Балыбердина в ходе экспедиции на вершине мира также побывали Дэн Мазур и грузинский альпинист Роман Гиуташвили.

#### К2 (1993)

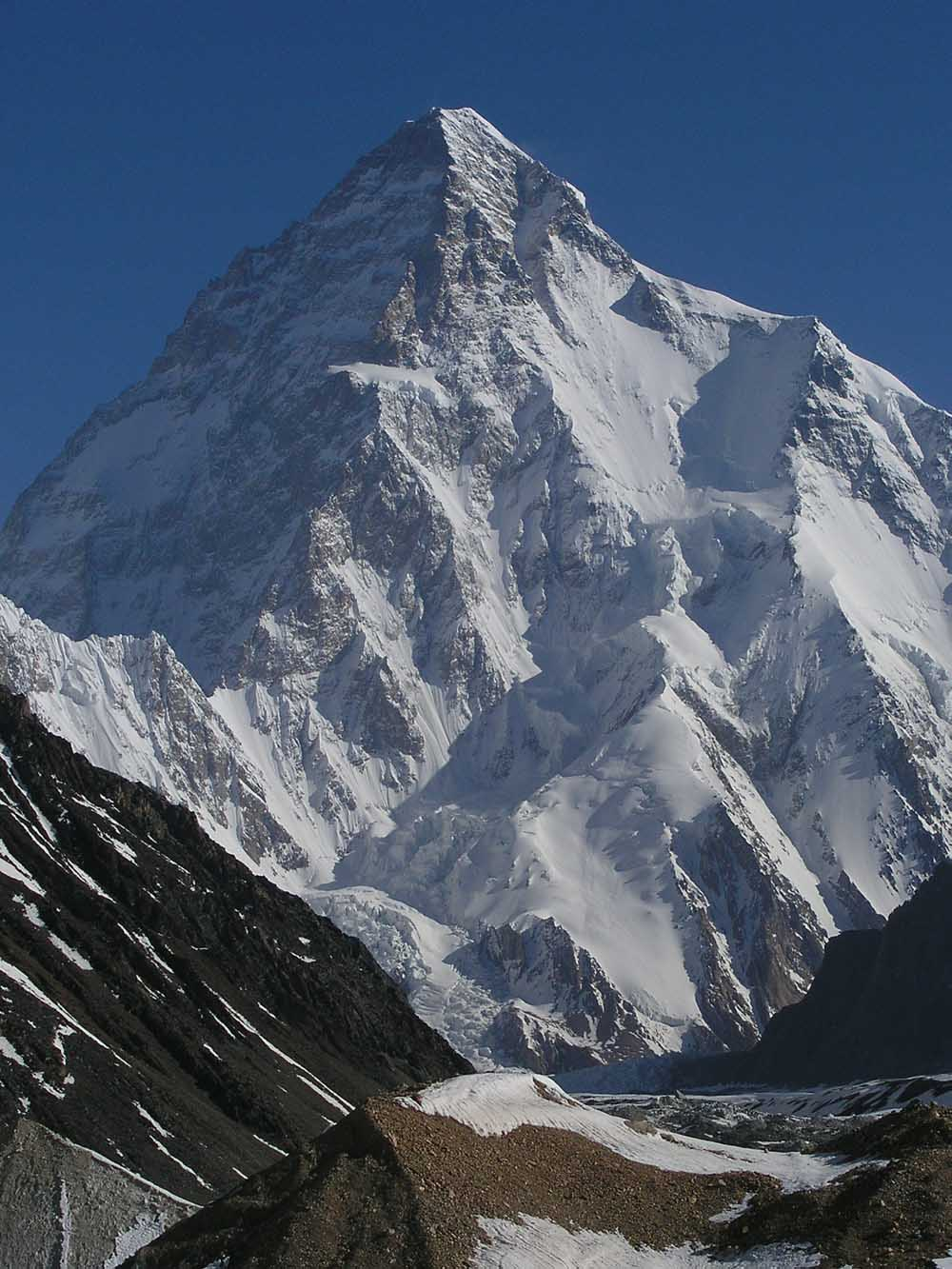
К2

Во время одного из восхождений на Памире (на пик Коммунизма) Букреев познакомился с немецким альпинистом Райнмаром Йосвигом (нем. Reinmar Joswig), который летом 1993 года вместе с Петером Мецгером (нем. Peter Mezger) организовал собственную экспедицию на К2 («Северное сияние» — по классическому маршруту по ребру Абруццкого) и пригласил Букреева принять в ней участие в качестве высотного гида. В состав экспедиции вошли также немец Эрнст Эберардт (нем. Ernst Eberhardt) и австралиец Эндрю Лок. По словам последнего, после получения приглашения, «хотя я не знал всех участников команды, я немедленно согласился, поскольку в списке выделялось одно имя: Анатолий Букреев. Я встречался с Анатолием на Эвересте в 1991-м и видел воочию его экстраординарную работоспособность на высоте. На К2 он был просто машиной». 6 июля экспедиция разбила базовый лагерь, а уже 29 июля четверо из пяти участников экспедиции находились в штурмовом высотном лагере IV (8000 м, Эберардт сошёл раньше по состоянию здоровья) в полной готовности к восхождению. В два часа ночи 30 июля «немецкая четвёрка», к которой присоединились участники Шведской экспедиции Рафаэль Йенсен (швед. Rafael Jensen) и Даниэл Биднер (швед. Daniel Bidner) (рук. Магнус Нильсен (швед. Magnus Nilsson)) вышли на восхождение. На Букреева легла техническая обработка всех наиболее опасных участков верхней части маршрута (провешивание перил в «бутылочном горлышке»), после которой, по его словам, «он чувствовал себя как выжатый лимон». Тем не менее около 17:00 Букреев, Мецгер и Лок поднялись на вершину К2. Проведя 20 минут на вершине, Букреев и Мецгер начали спуск, а Лок, увлёкшийся фотосъёмкой, немного позже. Анатолий, несмотря на своё измождённое состояние, к восьми вечера смог добраться до палаток штурмового лагеря: «За годы тренировок на лыжах, а затем и в альпинизме, на финише я научился выжиматься до конца. Но в альпинизме это опасно, потому что вершина большой горы это ещё далеко не финиш. Чтобы выжить, ты должен сохранить силы для спуска из зоны смерти».
После спуска в лагерь IV Эндрю Лока стало ясно, что Мецгер, спускавшийся вслед за Букреевым, погиб, вероятнее всего в результате срыва. После спуска в лагерь Рафаэля Йенсена стало известно, что на спуске также погибли Райнмар Йосвиг и Даниэл Биднер.

#### Макалу (1994)

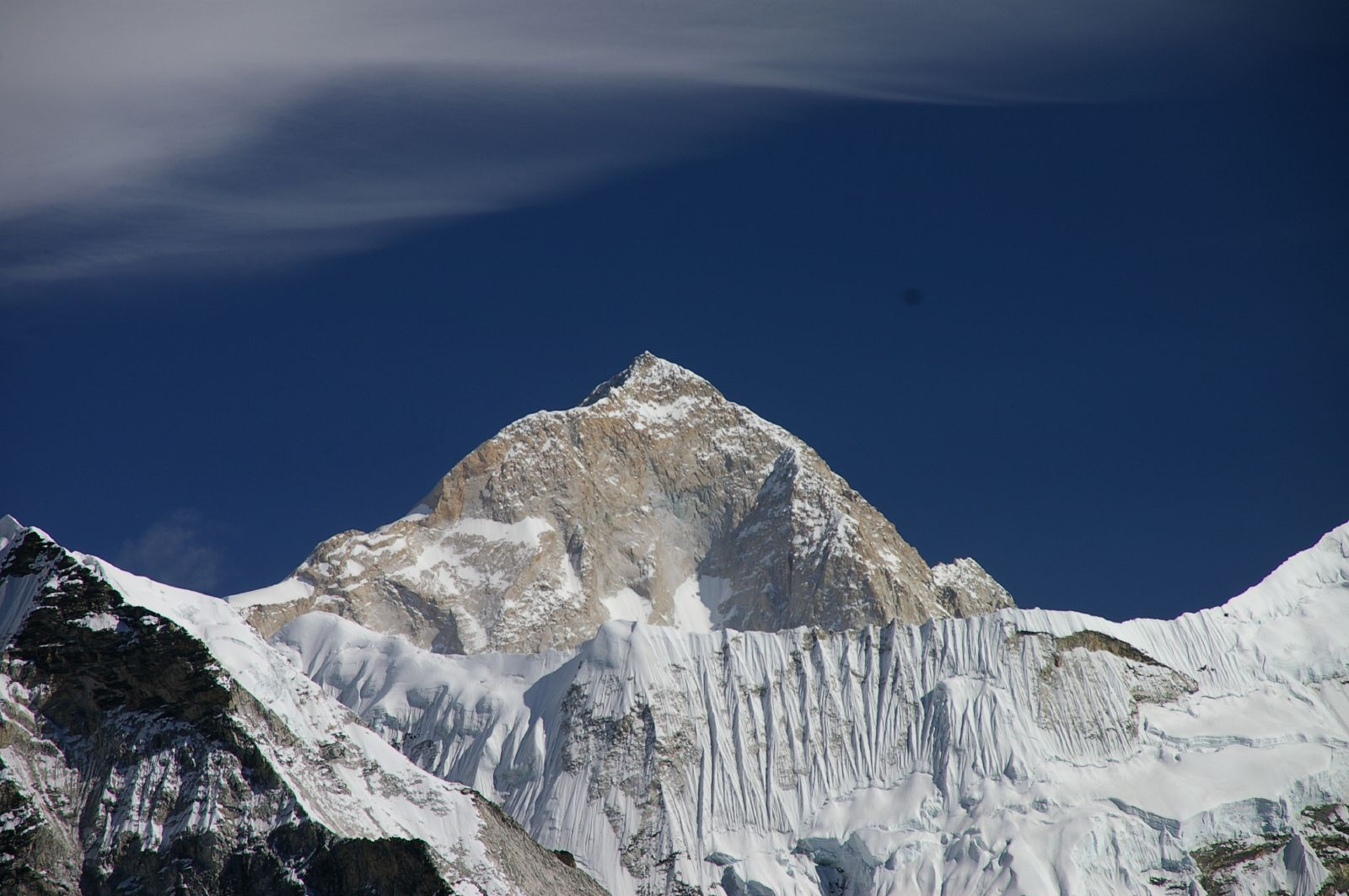
Макалу

В следующем сезоне Букреев принял приглашение руководителя американской компании «Condor Adventures» Тора Кизера (англ. Thor Kieser), организовавшего первое коммерческое восхождение на Макалу по классическому маршруту. По контракту за бесплатное участие в восхождении Анатолий выполнял всю техническую работу на маршруте, подбирал и организовывал места установки высотных лагерей, а также являлся «консультантом и экспертом для всех членов экспедиции». Он также оплачивал из своих средств дорогу до Непала и частично до базового лагеря, а также личное снаряжение.
Всю экспедицию Букреев проработал первым — «моя роль в экспедиции мне очень нравилась». Несмотря на большую физическую и психологическую усталость, он провесил маршрут и организовал все высотные лагеря (три, штурмовой на 7800 м). Фактически его единственным партнёром стал боливиец Бернардо Гуарачи — владелец небольшой туристической компании, специализирующейся на восхождениях в Андах, и единственный участник, не знавший проблем с высотой, поскольку жил на высоте выше 4000 метров. Но, по словам Букреева, «индеец не говорил по-английски, а я не знал испанского… Порой за день не было произнесено ни единого слова». Вместе с Гуарачи 29 апреля Анатолий достиг вершины Макалу (по отчёту Кизера, они не прошли последние 30 м вершинного бастиона из-за технических трудностей) — они стали первыми русским, гражданином Казахстана, коренным индейцем и южноамериканцем, поднявшимися на этот восьмитысячник. В карьере Гуарачи Макалу стала первым восьмитысячником вообще. Лучшим результатом со стороны участников экспедиции Кизера стало достижение высоты 8370 м (самого Кизера и Нила Бейдлмана (англ. Neal Beidleman).
«Видя удрученное состояние друга» после неудачного восхождения, Букреев предложил Бейдлману сделать ещё одну попытку, но на этот раз в формате скоростного восхождения (лагеря I и II к этому времени были сняты). Бейдлман согласился, и 13 мая в 18:30 двойка вышла на восхождение из базового лагеря на 5600 м. За 11 часов они дошли до высотного лагеря III, но тот оказался в плачевном состоянии, и на его восстановление ушли 3 часа драгоценного времени, а главное — много сил. Как позже написал Букреев, «трезво оценив ситуацию, я отказался от продолжения скоростного подъёма. Без палатки на спуске мы могли оказаться в критической ситуации». Отдохнув в лагере III, на следующий день, 15 мая, «просто, без рекорда», в 16:15 Букреев и Бейдлман поднялись на вершину. Общее время подъёма составило 46 часов. Возможное время скоростного восхождения Анатолий оценил в 17-18 часов.
Восхождение Букреева-Бейдлмана стало началом их дальнейшего партнёрства. Спустя несколько месяцев они уже работали гидами на Чо-Ойю.

#### Эверест, Дхаулагири, Манаслу (1995)
Гималайский сезон 1995 года для Букреева начался с участия в качестве гида в британской коммерческой экспедиции на Эверест (по классическому маршруту с севера) Nationality International Expedition — первой гималайской экспедиции компании «Гималайские гиды» Генри Тодда. Помимо Букреева в альпинистскую группу входили ещё десять участников из Бразилии, Франции, Польши, Великобритании, Германии и России. Экспедиция стала коммерчески успешной — из 11 участников в период с 12 по 23 мая на вершину поднялись восемь альпинистов. Своё второе восхождение на вершину мира Букреев сделал 17-го числа в связке с россиянином Николаем Ситниковым и британцем Грэмом Рэтклиффом (англ. Graham Ratcliffe), год спустя ставшим свидетелем трагедии на Эвересте (непосредственным участником и «героем» которой также стал Букреев) и который позже написал об этом книгу «A Day to Die For: 1996: Everest’s Worst Disaster».

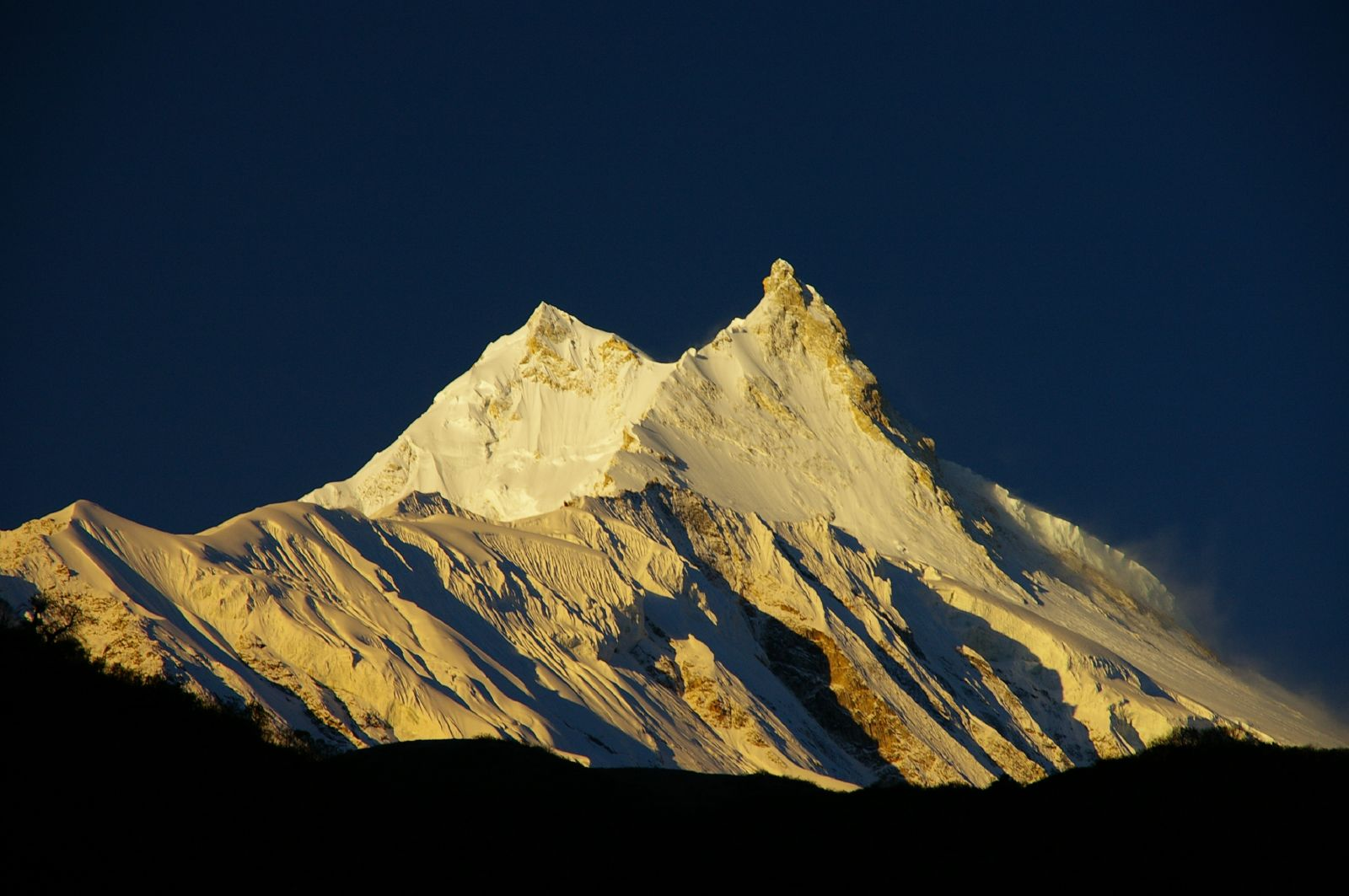
Манаслу

Ещё годом ранее Э. Ильинский пригласил Анатолия в запланированную на осень 1995 года экспедицию на Манаслу (8162 м), посвящённую памяти казахстанских альпинистов, погибших при штурме этой вершины в 1990 году. Незадолго до отлёта в Непал Букреев узнал, что экспедиция отменяется, но не стал сдавать дорогостоящие билеты до Катманду в расчёте найти работу «на месте». В Катманду, так и не найдя места гида в коммерческих экспедициях, Анатолий присоединился к первой национальной Грузинской экспедиции на Дхаулагири (в финансовом плане «за свой счёт»). По условиям участия Букреева в грузинской сборной, он работал на акклиматизационных выходах, принимал участие в установке высотных лагерей, но непосредственно восхождение осуществлял в индивидуальном порядке — «команда опасалась, что участие такого сильного альпиниста <> может быть неправильно истолковано и занизит их собственные спортивные достижения». Подъём и спуск Букреев сделал за 25 часов. «Русский шёл по склону в кошках так, словно родился в них» — сказал потом кто-то из альпинистов гималайскому хроникёру Элизабет Хоули.
7 октября в 18:30 Анатолий вышел из базового лагеря (4600 м) и около 9 часов вечера достиг лагеря I (5700), где отдыхал 20 минут. Спустя 5 часов после начала восхождения он поднялся до второго лагеря (6500 м), где 2,5 часа отдыхал, ожидая, пока стихнет ветер. Около 2 часов ночи 8 октября, он вновь вышел и, несмотря на холод и сильные порывы ветра, в 5:45 утра достиг лагеря III (7400 м), где застал в своей палатке отогревавшегося там болгарского альпиниста. Немного отдохнув и попив чай вместе с Тони, в 8:00 Анатолий вышел из штурмового лагеря, и примерно в 11:30 (он посмотрел на часы немного позднее — они показывали 11:45) поднялся на вершину Дхаулагири, установив рекорд скорости — восхождение заняло 17 часов 15 минут. На последних метрах из-под ног Букреева сорвалась вниз снежная доска. Происшествие повлияло на состояние Букреева: «Стоя на вершине, я не радовался своему достижению. Я вдруг понял, что более значимым, нежели конечный результат, был сам процесс. Человеку постоянно нужны испытания и борьба, прежде всего с самим собой, а не с горами. Их сила безусловна и непоколебима, а вот человек всегда ищет, всегда находится в развитии. И дороги, которые он для себя выбирает, зависят лишь от его силы воли, толкающей его к новым достижениям».
По возвращении в Катманду Букреев на следующий день встретил своих друзей из Казахстана, от которых узнал, что экспедиция, задуманная Е. Ильинским, всё же состоится, но в меньшем составе, по японскому маршруту по Северной стене («классике»), а не по Южной стене, как планировалось поначалу (это значительно снижало расходы на её проведение), и в зимний период. Её возглавил всё тот же Казбек Валиев, а в число участников вошли Юрий Моисеев (капитан), Владимир Сувига, Дмитрий Греков, Михаил Михайлов, Дмитрий Соболев и др. (всего 9 альпинистов). По словам Букреева, «все эти детали мне стали известны позже, но там, в Катманду, я должен был дать незамедлительно ответ — готов ли я присоединиться к Казахстанской экспедиции, нуждающейся в моём опыте? <> Конечно же, я был уставшим как физически, так и эмоционально. Но я, не задумываясь, сказал „да“, поскольку не сомневался в успехе экспедиции на Манаслу и хорошо знал альпинистов, памяти которых она была организована».
20 ноября казахстанцы разбили базовый лагерь (4700 м) и начали работу по обработке маршрута. За неделю были организованы I-й (5500 м) и II-й (6200 м) высотные лагеря, а 1 декабря был установлен лагерь III (6800 м). По воспоминаниям Букреева, «вся команда работала как единое целое». 7 декабря весь альпинистский состав экспедиции поднялся на 7400 метров, где был разбит штурмовой лагерь IV. На следующий день в 10 часов утра передовая тройка Моисеев-Александр Баймакханов-Букреев вышла на вершину Манаслу. В течение полутора часов на вершину взошли все остальные участники, за исключением Михайлова и Грекова, которые из-за объективной опасности получить обморожения отказались от штурма. К шести вечера восемь из десяти альпинистов благополучно спустились в лагерь III. Не хватало Михайлова и Грекова. После радиосвязи с базовым лагерем стало известно, что двойка находится без движения на крутом снежном склоне чуть ниже лагеря IV (при выходе из четвёртого лагеря никто из них не жаловался на плохое самочувствие). Навстречу двойке в направлении лагеря IV вышли Букреев и Шавхат Гатаулин. Через три часа подъёма в полной темноте они добрались до них, по словам Букреева, — очень своевременно, одному из отставших альпинистов «не хватало сил на то, чтобы надеть слетевшую кошку, не говоря уж о том, чтобы самому спуститься по крутому ледовому склону без посторонней помощи». Ночью Букреев и Гатаулин смогли дотащить Михайлова до лагеря III (Греков спускался самостоятельно), где того привели в чувство «кислородом» из медицинской аптечки. В тот же вечер все альпинисты благополучно спустились в базовый лагерь.
Зимнее восхождение на Манаслу не было рядовым. Мне бы хотелось надеяться, что это только одна из значимых побед обновлённой Казахстанской команды на пути к её становлению. <> Я надеюсь, что дороги, которые мы выбираем, не сильно зависят от экономических проблем, политических баталий и несовершенства мира, а лишь от нашего внутреннего порыва, который раз за разом толкает нас в горы, к высотам над облаками, в поисках собственного пути к вершинам.Анатолий Букреев

#### Эверест, Лхоцзе (весна 1996)

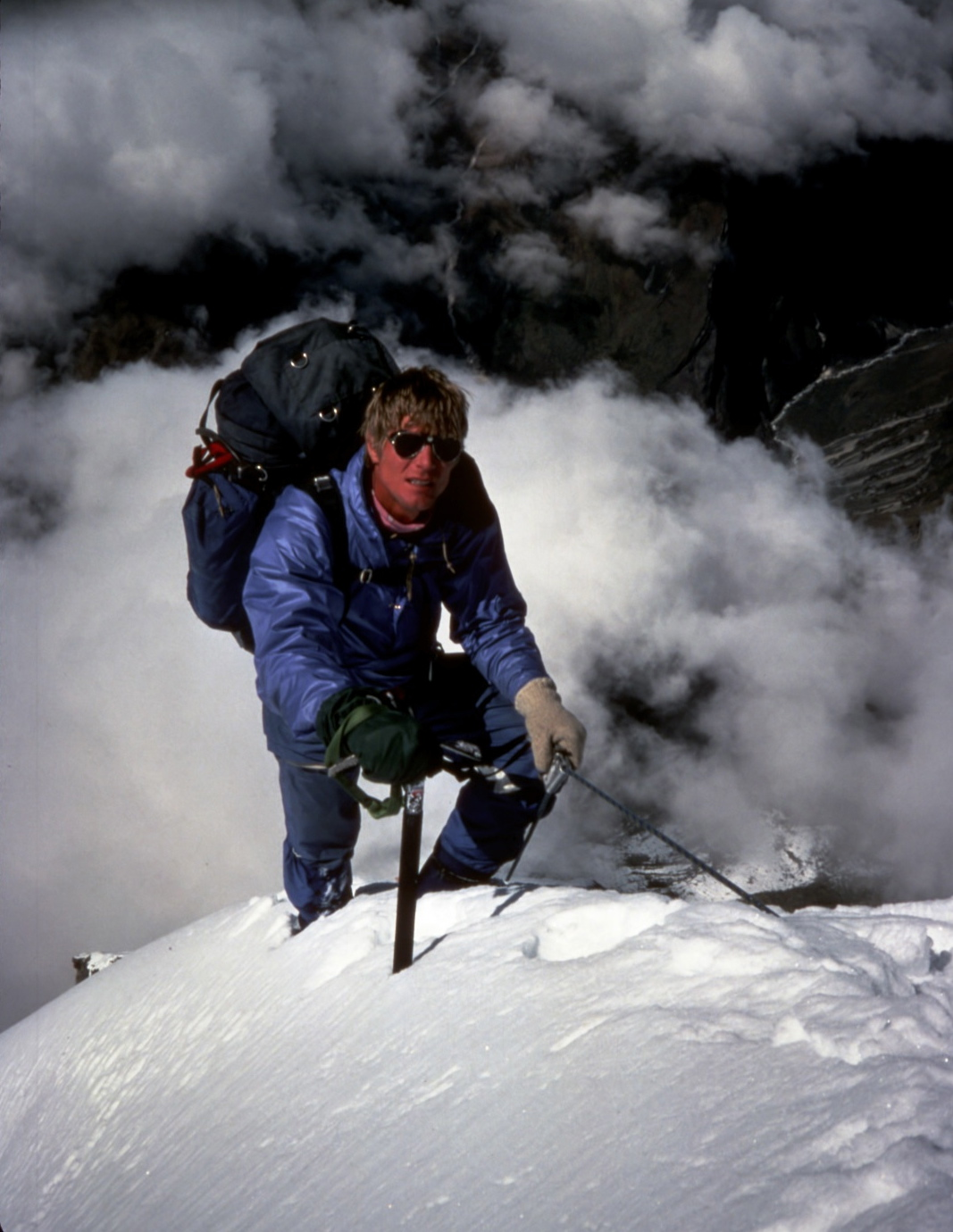
Скотт Фишер во время восхождения на Клык в массиве Аннапурна (7647 м), 1984 год

В октябре 1995 года, будучи в Катманду после сольного восхождения на Дхаулагири, Букреев дал согласие на работу в качестве гида американской компании «Горное безумие» Скотта Фишера, планировавшей весной 1996 года свою первую коммерческую экспедицию на Эверест. В задачи Анатолия, помимо решения ряда вспомогательных организационных вопросов, входило обеспечение восхождения клиентов на вершину. Это была новая роль для Букреева, который до этого поднимался на коммерческой основе либо как персональный гид, либо как клайминг-лидер команды, решающий стратегические задачи во время восхождения. На сезон 1996 года у Букреева была устная договорённость с Генри Тоддом (Hymalayan Guides), с которым он работал на Эвересте в весеннем сезоне 1995 года — однако Фишер не только предложил ему сумму, превышающую вдвое средний гонорар горного гида, но и согласился с 5 тысячами долларов сверху, которые Анатолий озвучил на участие в следующих сезонах, особо не думая о том, что Фишер на это пойдёт. Между тем, Фишеру, ведущему свою первую «платную» команду на Эверест, было крайне важно иметь столь опытного гида. Он согласился на финансовое предложение Букреева, с условием, что тот начнёт работу в компании «Горное безумие» уже в предстоящем сезоне. По мнению Тодда участие Букреева в экспедиции Фишера «… обеспечивало <ей> принципиально более высокий уровень безопасности». По словам самого Скотта, «если мы куда влипнем, с нами будет Толя, чтобы нас оттуда вытащить».
Всего вместе с Букреевым в альпинистский состав участников экспедиции вошли 11 человек: Скотт Фишер (руководитель), Нил Бейдлман (второй гид, партнёр Букреева по скоростному восхождению на Макалу в 1994 году), а также клиенты — Дэйл Круз (англ. Dale Kruse, друг и постоянный клиент Фишера, 45 лет), Мартин Адамс (англ. Martin Adams, 47 лет), Пит Шёнинг (67 лет), его племянник Клив Шёнинг (англ. Klev Schoening, 38 лет), Тим Мадсен (англ. Tim Madsen, 33 года), его подруга Шарлотта Фокс (англ. Charlotte Fox, 38 лет), и ещё две женщины: Лин Гаммельгард (англ. Lene Gammelgaard, 35 лет) и Сэнди Хилл Питтман (англ. Sandy Hill Pittman, 41 год). Букреев отмечал, что Фишер смог подобрать как опытную команду шерпов, так и довольно сильную группу клиентов, выгодно отличавшуюся от многих, находившихся на тот момент в базовом лагере. Все клиенты были в хорошей физической форме, обладали в большей или меньшей степени альпинистскими навыками и опытом, однако на больших высотах до этого были лишь Шарлотта Фокс, поднимавшаяся на низкие восьмитысячники Чо-Ойю и Гашербрум II и Пит Шёнинг, участник американской экспедиции на K2 1953 года и первовосходитель на Хидден-Пик. Букреев чувствовал неуверенность по поводу того, как будут чувствовать себя клиенты на высоте; также его смущал возраст Шёнинга, — хотя он и ценил его попытку. Кроме того, его беспокоил языковой барьер. За свою собственную физическую форму Анатолий был спокоен: в 1995 году он провёл 7 месяцев в Гималаях, один летний месяц — работал гидом для Hymalayan Guides Тодда на Тянь-Шане, и два месяца отдыхая дома перед возвращением в Катманду, дважды в неделю поднимался выше 4000 метров в окрестностях Алма-Аты. Сразу после восхождения на Эверест Букреев планировал подняться на Лхоцзе, и Скотт обещал включить его в пермит в качестве гида на эту гору.
Букреев принимал участие в экипировке экспедиции: он закупил для Скотта в России недорогие вместительные палатки для нижних лагерей и кислород через Генри Тодда, который с его подачи теперь стал официальным дилером фабрики «Поиск». Вылетев 13 марта в Индию, 15 марта он прибыл в Катманду, где закупил 400 метров верёвки для перил. 22 марта встретился за ужином со Скоттом, его агентом Тапой, сирдаром лагеря Ньиму и сирдаром шерпов Лопсангом, и 25 марта вместе с Ньимой вылетел в Намче-Базар; выйдя оттуда через день из-за непогоды и переночевав в Пангбоче, утром 30 марта пришёл в базовый лагерь, где разыскал Таши-шерпу и сразу же включился в работу по подготовке лагеря к приёму клиентов — к этому времени шерпы уже выровняли площадку под установку палаток и возвели стены кухни и туалета. Живя и работая в течение недели вместе с шерпами (Букреев считал работу на высоте важной составляющей правильной акклиматизации), он, видимо, положил начало конфликту, когда пытался подгонять их в работе — шерпы, не понимая роли Анатолия в экспедиции не были расположены к тому, чтобы ему подчиняться; возможно, также видя, что он выполняет их работу, они были недовольны тем, что он отнимает их хлеб.

Днём 6 апреля Букреев спустился в Горакшеп, чтобы познакомиться с клиентами, и затем вернулся в базовый лагерь. Команда «Горного безумия» прибыла туда через день и к 3 мая завершила плановую акклиматизационную программу. 9 мая все участники восхождения (за исключением П. Шеннига и Д. Круза) поднялись на Южное седло в штурмовой четвёртый лагерь и в ночь на 10 мая вышли на штурм вершины (вместе с ними шло шестеро шерпов, которые несли кислород). Одновременно с экспедицией Фишера этой же ночью на штурм вышла новозеландская коммерческая экспедиция компании «Консультанты по приключениям» (англ. Adventure Consultants) под руководством Роба Холла (15 человек), а также участники Тайваньской национальной экспедиции «Макалу» Го (всего 3 человека), что серьёзно задерживало преодоление наиболее сложных участков подъёма-спуска (провешенных перильной страховкой) на пути к вершине всеми участникам восхождения. Фишер, в отличие от Холла, не обозначил для своих клиентов контрольное время для начала спуска: «Если в час X ты ещё не достиг высоты Y, то надо поворачивать назад». Вместо этого планировалось, что Бейдлман и Букреев будут попеременно вести за собой группу, а Фишер будет отправлять вниз отстающих.

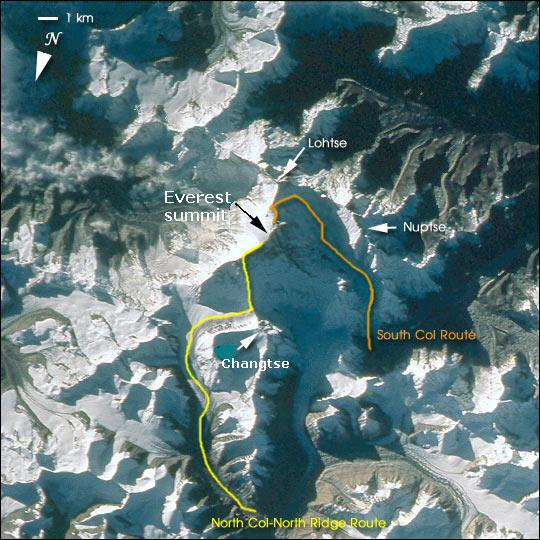
Классические маршруты подъёма на вершину. Слева — с севера, справа — с юга.

Уже в ходе восхождения выяснилось, что из-за организационной неразберихи перила в верхней и наиболее опасной части маршрута от Южной вершины (8748 м) через ступень Хиллари до верха оказались непровешенными шерпами, из-за чего восходителями был потерян как минимум час времени. Вместе с Бейдлманом и другими участниками Букреев взялся за их организацию, и в час с небольшим пополудни 10 мая, что, по его мнению, было очень поздно, первым поднялся на вершину Эвереста. После него на неё поднялись 24 человека, но только 19 из них было суждено спуститься вниз.

В ожидании клиентов Букреев провёл на вершине около часа (за это время поднялись Джон Кракауэр, Мартин Адамс, Клив Шеннинг и Энди Харрис — гид экспедиции Холла), после чего в отсутствие информации о ситуации на горе (ни у него, ни у Бейдлмана [который, в отличие от Букреева, шёл с кислородом] не было с собой радиостанций, а также из-за очевидных причин [холод, гипоксия]) принял решение спускаться: «Я подумал, что у клиентов могли возникнуть сложности на ступени Хиллари, и решил идти вниз». Около 14:30, то есть спустя полчаса после начала спуска, Букреев встретил Скотта, с которым обсудил своё решение — Фишер его одобрил. На вершине оставался Бейдлман, и к тому же к 14:30 все остальные четверо клиентов «Горного безумия» поднялись на вершину. «При встрече с Фишером я чувствовал уверенность в своих силах и знал, что если сейчас быстро спущусь, то потом смогу сделать все, что потребуется. Из четвёртого лагеря хорошо просматривался наш маршрут, и я мог следить за ситуацией на горе». Признаков ухудшения погоды на тот момент не было.

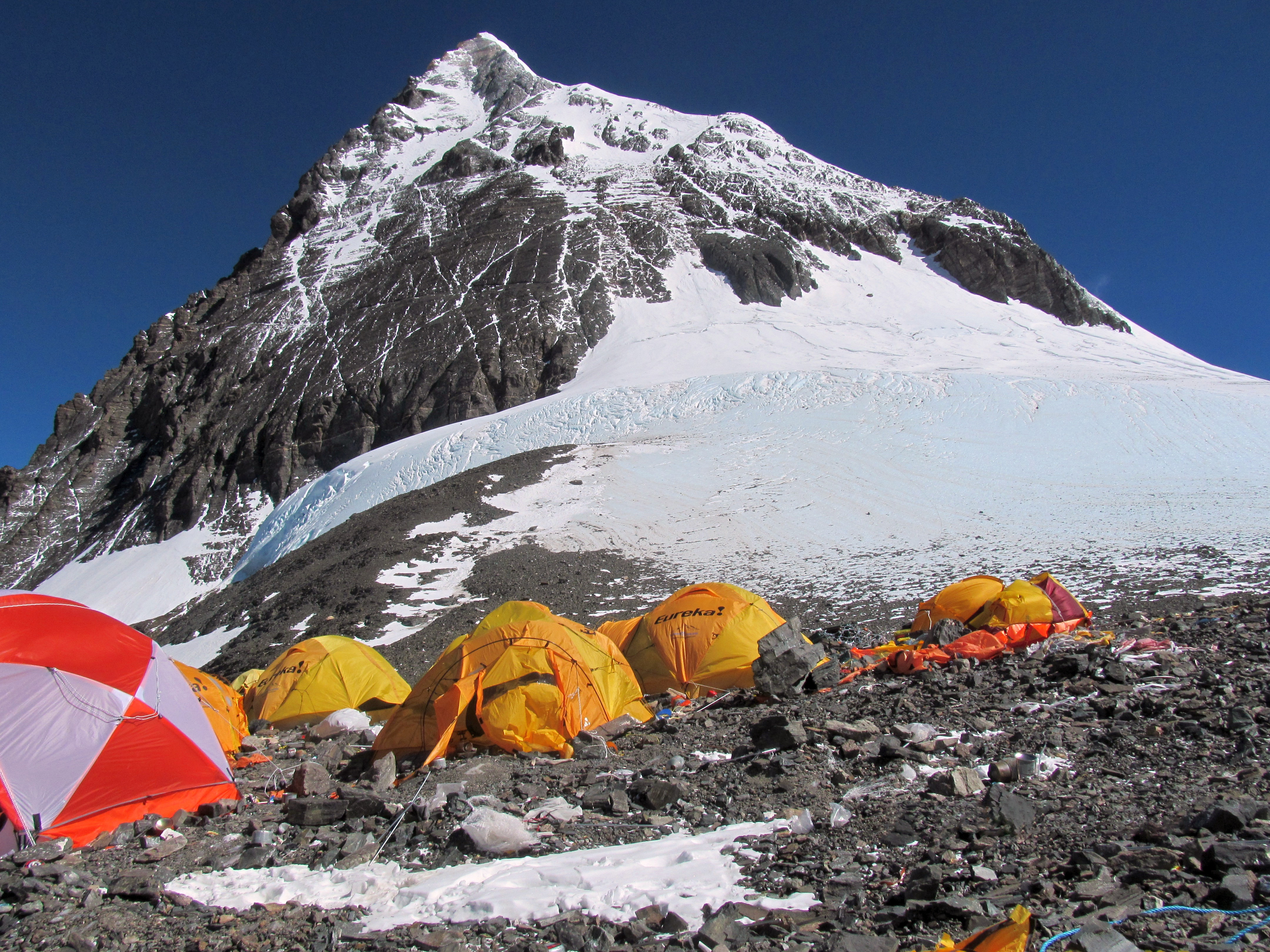
Лагерь на Южном седле. Высшая точка — Эверест, видимое возвышение в гребне — Южная вершина.

Букреев спустился в лагерь IV (7900 м) на Южном седле около 17:00, обогнав спускавшихся в своём темпе Мартина Адамса и Клива Шеннинга. По прошествии полутора часов, поскольку никто так и не спустился в лагерь, Букреев с кислородными баллонами и термосом с чаем вновь вышел наверх: «Нелегко снова идти на гору после такого восхождения». Ввиду резко ухудшившейся погоды на фоне сгущающихся сумерек его выход оказался безрезультатным — Букрееву едва удалось самому спуститься к палаткам лагеря IV. Примерно между 20:00 и 21:00 в лагерь спустился первый клиент «Горного безумия» Мартин Адамс, но «он не мог ничего толком объяснить», поскольку находился в полном измождении. Около полуночи в лагерь пришли в абсолютно истощённом состоянии Бейдлман, Клив Шеннинг и Лин Гаммельгард, от которых Букреев узнал примерную картину происходящего, и что в критическом состоянии находятся остальные клиенты, предположительно у стены Кангшунг, но «никаких деталей рельефа, никаких ориентиров они ему сообщить не смогли…». Примерно в это же время в лагерь на Южном седле спустился шерпа «Горного безумия» Лопсанг, который сообщил, что Фишер также нуждается в помощи. Оказав первую помощь клиентам, около половины второго ночи Букреев вышел на поиски остальных, но эта попытка закончилась неудачей. В следующий выход около двух часов ночи Анатолий нашёл сбившихся с пути и полностью обессилевших Тима Мадсена, Сэнди Питтман, Шарлотту Фокс и японку Ясуко Намба из команды Холла. В первую очередь он довёл до лагеря Шарлотту Фокс, а в свой следующий выход Сэнди Питтман и Тима Мадсена. Сил на эвакуацию без посторонней помощи находившейся к тому времени без сознания Ясуко Намбы у него уже не было. Днём 11 мая, пока Бейдлман руководил спуском клиентов в нижние лагеря, Букреев вновь вышел наверх к Скотту Фишеру в последней надежде оказать ему помощь. В 19:00 он поднялся к нему, но был вынужден лишь констатировать его смерть. 13 мая, снимая по дороге высотные лагеря, Букреев спустился в базовый экспедиционный лагерь. Всего во время шторма, разразившегося в ночь с 10 на 11 мая, на южной стороне Эвереста погибли 5 человек (гиды Скотт Фишер, Роб Холл, Энди Харрис, клиенты Холла Даг Хансен и Ясуко Намба).

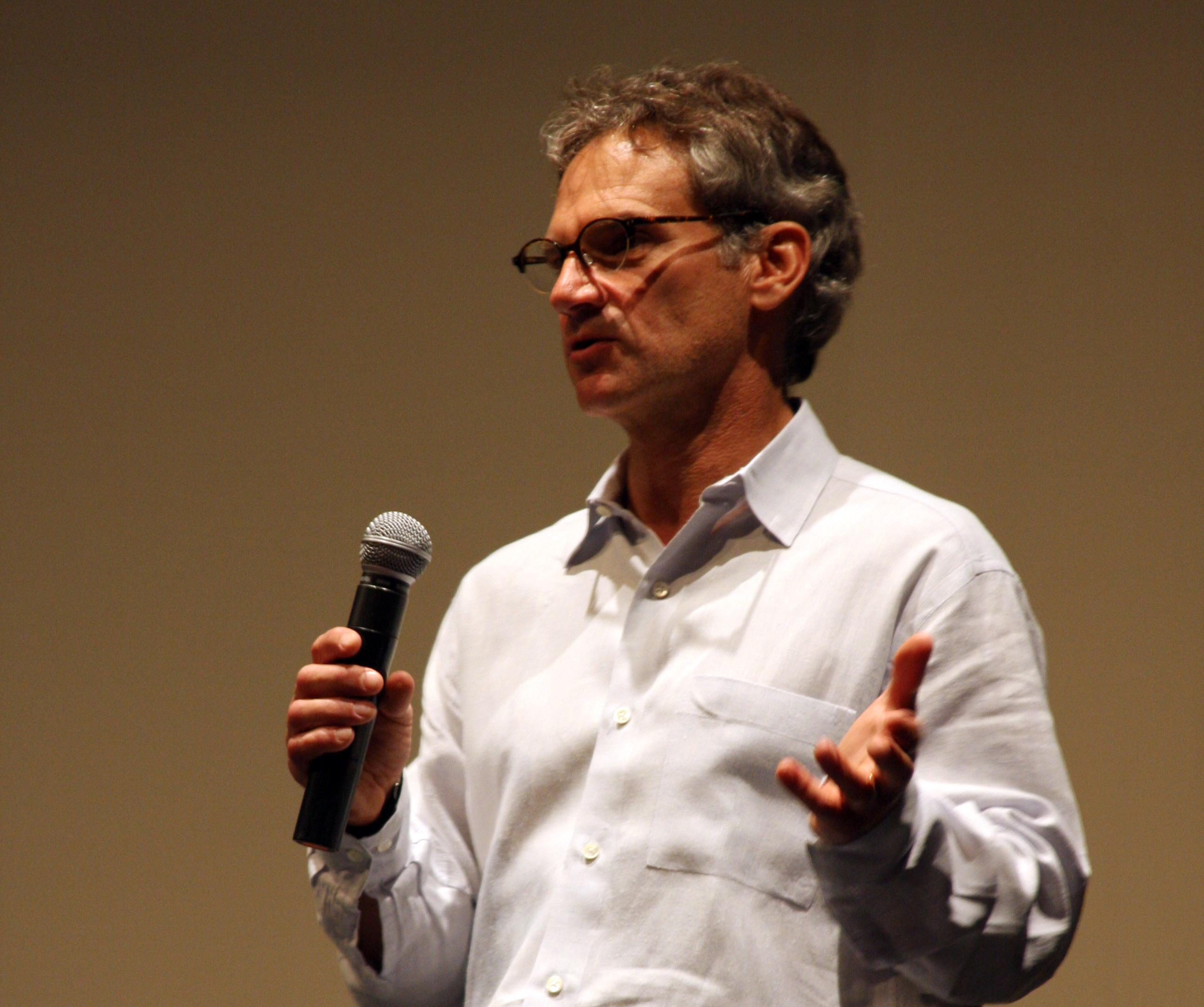
Джон Кракауэр, 2009

На следующий день после спуска в базовый лагерь Букреев присутствовал на мемориальной церемонии памяти погибших — только тогда к нему вернулись эмоции и «очень больно» пришло осознание произошедшей катастрофы. В тот момент он дал себе обещание подняться на Лхоцзе в память о Скотте, который также планировал совершить этот подъём и заранее оформил и оплатил пермит. По словам Анатолия, «сделать это сразу после гибели Скотта мне показалось почему-то очень важным. Но для кого-то это может быть непонятно и покажется безрассудным поступком ради удовлетворения амбиций. В тот момент подняться на Лхоцзе было всё равно, что сказать Скотту последнее прощай». Через двое суток после спуска в базовый лагерь, в 20:30 16 мая Букреев, несмотря на физическую и эмоциональную усталость, вышел на скоростное восхождение, так как ему было необходимо успеть на вертолёт, вылетавший 20 мая из Намче-Базара. Около полуночи он дошёл до II лагеря, где отдыхал около часа. Выпив чаю, пошёл дальше и к 4-м утра дошёл до 3-го лагеря, где около 4 часов отдыхал, поспал и позавтракал в палатке своего знакомого, датчанина Майкла Йоргенсена. Несмотря на сильные порывы ветра, утром решил продолжить подъём. Дойдя до высоты 8200, решил проходить кулуар без рюкзака: фляжку с водой, термос и фонарик переложил в карманы комбинезона, а фотокамеру повесил на шею. Пролез практически весь кулуар без страховки, лишь в одном узком и наиболее опасном месте, провесив верёвку около 20 м длиной для обратного спуска; на этой верёвке для уменьшения веса оставил фляжку. Из-за ветра смог выйти из кулуара к вершине, удерживаясь лишь с помощью кошек и ледоруба. В 17:45 17 мая, спустя 21 час и 16 минут после выхода из базового лагеря, Букреев стоял на вершине «своего» седьмого восьмитысячника. В своём дневнике он отметил, что замечает изменение осознания происходящего: мысли связаны «не с радостью достижения цели, а с тем, что все усилия напрасны… Вместо амбиций и радости просто-напросто пустота внутри, но в то же время какое-то успокоение от того, что после спуска всё станет намного проще». Резко усилившийся ветер заставил быстрее возвращаться вниз. После того, как Букреев прошёл скалы и достиг жёсткого снежного склона, внезапно наступил штиль. Он позволил расслабиться, после чего резко накатилась усталость. Одна из кошек соскользнула, в результате чего произошёл срыв — Букреев не смог задержаться с помощью ледоруба, однако, пролетев около 15 метров, каким-то образом остановил падение, удержав равновесие с помощью кошек на маленькой снежной полочке. Не успев преодолеть кулуар до наступления темноты, он не смог найти оставленный здесь рюкзак и во время поисков сорвался снова. В этот раз почти сразу остановил падение на снежном склоне, однако, зацепившись за камень, разорвал пуховый комбинезон. Не думая уже о рюкзаке, медленно спустился до перил на высоте 7600—7700 и поздно ночью достиг лагеря III, где вновь переночевал в палатке Йоргенсона, а днём, отказавшись от рюкзака, спустился на 6500 во 2-й лагерь. Переночевав там, 19 мая после обеда Анатолий благополучно спустился в опустевший базовый лагерь «Горного безумия», после чего, собрав свои вещи и снаряжение, около 6 вечера вновь вышел в путь, чтобы за ночь дойти до Намче-Базара. К удивлению себя и других, Букреев смог догнать свою группу и вместе с ней вылететь в Катманду — успеть на этот вертолёт было для него «всё равно, что вскочить в отъезжающий поезд… который называется Жизнью».

Спустя три месяца после трагедии в сентябрьском номере авторитетнейшего журнала Outside вышла статья «В разрежённом воздухе» (англ. Into Thin Air), написанная участником новозеландской экспедиции Джоном Кракауэром. В целом довольно точно описав последовательность событий ночи с 10 на 11 мая и отдав должное профессионализму и опыту Букреева, Кракауэр, тем не менее, сделал ряд собственных выводов, не имеющих, по мнению Букреева, под собой никаких оснований, в первую очередь, относительно его решения спуститься вниз, а также использования кислорода. В последующей переписке c редакторатом Outside Букреев изложил свою оценку событий, в которой настаивал на согласовании своего решения с Фишером, о котором Кракауэр знать не мог. Тем не менее, практически в неизменённом виде описание трагедии 1996 года и роль Букреева в ней нашли воплощение в вышедшем в 1997 году одноимённом бестселлере Кракауэра. Несмотря на признание остроты обозначенной проблемы коммерческих восхождений и художественной ценности книги, альпинистское сообщество в целом негативно восприняло описание роли Букреева. Как написал Стивен Венеблс, «Я думаю, что Кракауэр слишком резок в отношении Анатолия Букреева, не отдав должного его экстраординарной силе и мужеству, ведь он раз за разом в бурю спасал выживших на Южном седле». «Но когда на спуске с вершины произошла катастрофа, лишь опыт и феноменальная выносливость Букреева спасли жизни трёх человек, которым грозила неминуемая гибель на Южном седле ночью 10-12 мая» (Хариш Кападия). «Благодаря интуиции Букреев предвидел проблемы с клиентами на спуске к лагерю, при том, что наверху были пятеро гидов. Он спустился на отдых, дабы быть физически готовым к чрезвычайной ситуации. Его героизм не был случайностью» (Гален Роуэлл). Позднее сам Кракауэр в открытой переписке признавал, что «я целиком и полностью ценю его мужество в спасении Сэнди Питтман и Шарлотты Фокс… В этом году Анатолий дал ясно понять индонезийцам, что его роль в их экспедиции не сведётся к роли гида в привычном смысле этого слова, только как тренер и руководитель, что более соответствует его личности и его философии высотных восхождений. И я должен признать, что под руководством Анатолия индонезийцы достигли вершины и все участники вернулись с горы».

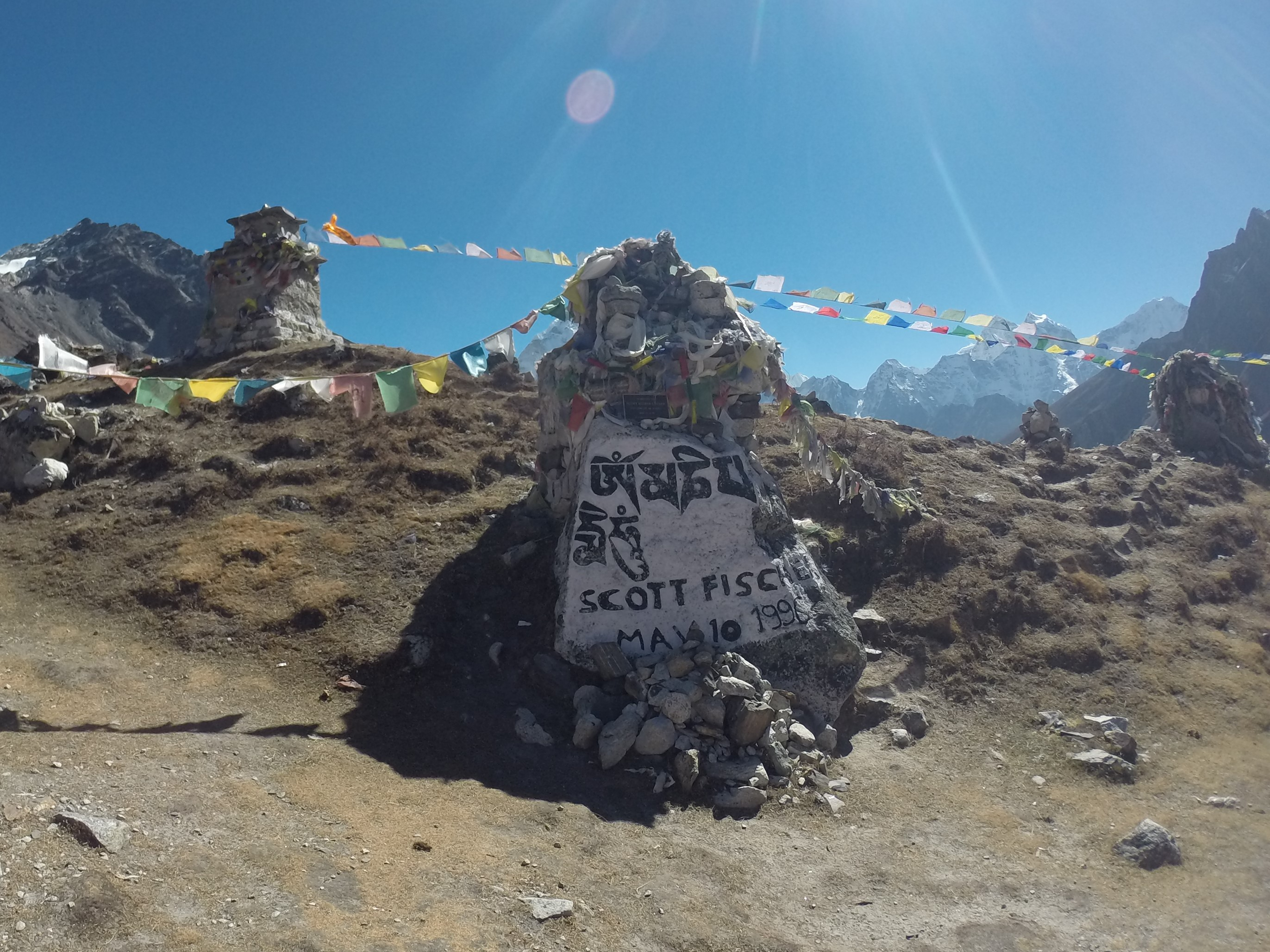
Мемориал Скотту Фишеру на пути в базовый лагерь Эвереста

В том же 1997 году была опубликована книга Анатолия Букреева и Вестона Де Уолта «Восхождение», в которой Букреев изложил собственное видение событий на Эвересте. Рецензия на книгу Галена Роуэлла была опубликована в American Alpine Journal.
По словам Линды Уайли, подруги Букреева, за спасение американских граждан Палата Представителей Конгресса США «направила Анатолию личную благодарность <>, инициатором которой стал Билл Ричардсон, конгрессмен из Нью-Мексико». Ему также предложили подать заявку на получение американского гражданства в упрощённом порядке, но поскольку проблем с въездом/выездом в США Букреев никогда не имел, он это предложение проигнорировал. 6 декабря 1997 года Американский альпийский клуб наградил Букреева своей высшей наградой — медалью Дэвида Соулса, вручаемой альпинистам, спасшим в горах людей с риском для собственной жизни.
Спустя год после трагедии американский режиссёр Роберт Марковиц снял по книге Кракауэра одноимённый телевизионный художественный фильм «В разреженном воздухе: Смерть на Эвересте» (в русскоязычной версии: «Смерть в горах»). В роли А. Букреева снялся Питер Лукас. Фильм получил посредственные отзывы, набрав 5,8 баллов по рейтингу IMDB. В сентябре 2015 года по мотивам трагедии 1996 года вышел художественный фильм «Эверест» исландского режиссёра Балтазара Кормакура. Роль Букреева в картине исполнил исландский актёр Ингвар Эггерт Сигурдссон. Фильм зрители оценили на 7,1 балла.

#### Чо-Ойю, Шишабангма (осень 1996)
Лето 1996 года Букреев провёл в США, сначала в Нью-Мексико, а потом у друзей в Сан-Франциско, постепенно восстанавливая своё физическое и эмоциональное состояние: «Внутри [была] опустошённость и какое-то безразличие к жизни, ко всему, что происходит вокруг…». В начале июня принял участие в церемониальных мероприятиях памяти Фишера в Сиэттле, много времени и сил потратил на общение с прессой на предмет майской трагедии. «К концу лета я устал от объяснений, но спорам не было видно конца… Я не чувствовал себя виноватым ни в чём, и, конечно, хотелось защитить свою профессиональную честь…». «Я выполнял гидовский долг, спасая свою группу… <> За спасение клиентов я заплатил всем резервом своих сил, и их не хватило, чтобы заплатить за жизнь Скотта этой великой Горе достойную плату».

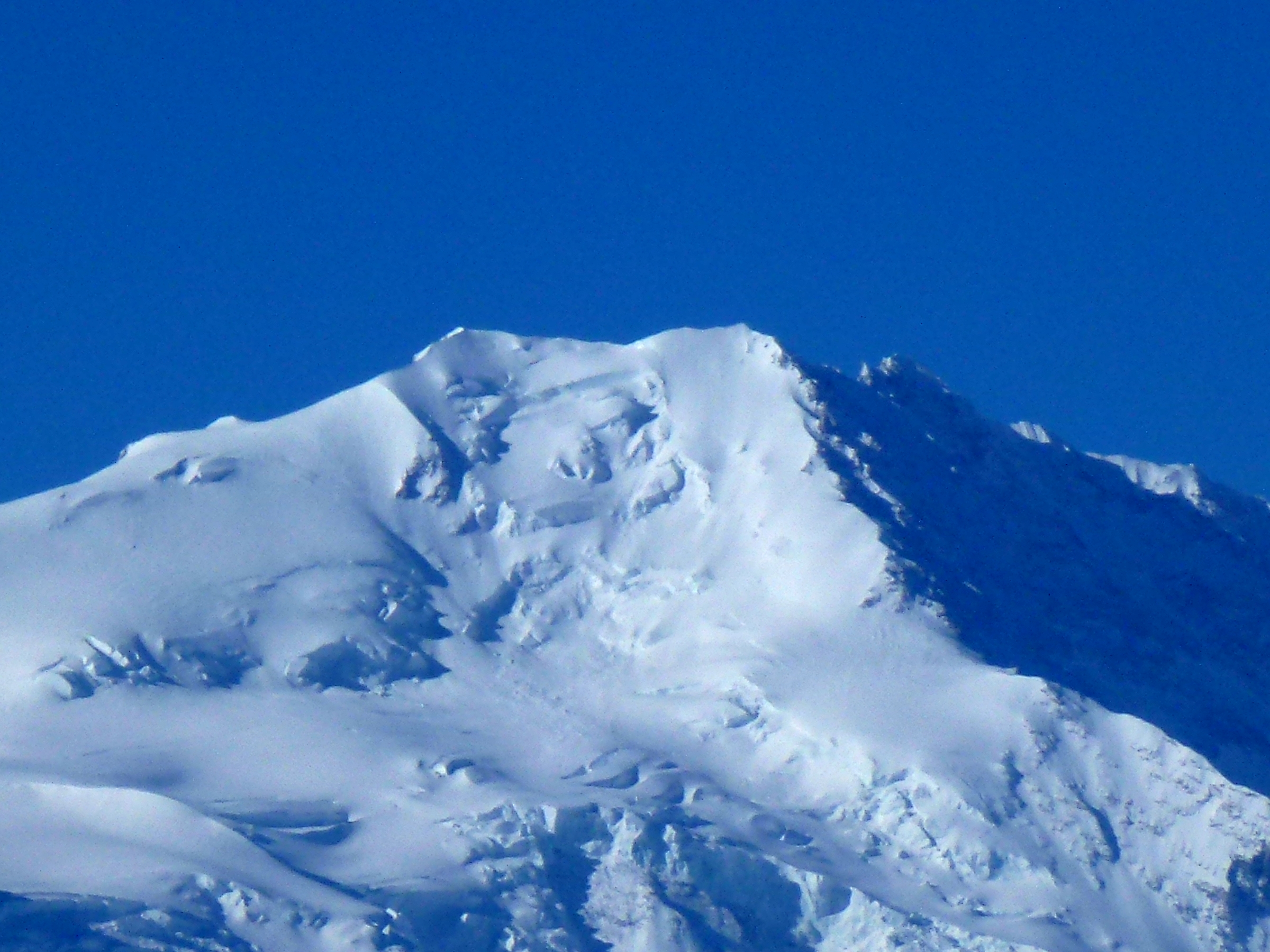
Шишабангма

В сентябре он вновь уехал в Гималаи, где «включился в пермит» казахстанско-японской экспедиции на Чо-Ойю Казбека Валиева и российской экспедиции Владимира Башкирова, планировавшей связку Чо-Ойю — Шишабангма. Оплатив минимальную цену за возможность участия в восхождениях на эти вершины, он решил осуществлять подъёмы в одиночку — «Ни слабые клиенты, ни партнёры не связывали руки, мои решения и действия зависели лишь от моих подготовки и желаний…». 17 сентября Букреев прибыл в базовый лагерь под Чо-Ойю и, сделав всего один акклиматизационный выход до высоты около 7000 метров, 23 сентября в одиночку поднялся на шестой по высоте восьмитысячник мира. В тот день на вершину поднялись альпинисты из экспедиции Владимира Башкирова (11 человек, в том числе Евгений Виноградский), четверо южнокорейских альпинистов и поляк Яцек Бербека.
30 сентября вместе с российской командой Анатолий добрался до подножия Шишабангмы, 2 октября вместе с грузами дошёл до базового лагеря и 4 октября вышел на гору. Сделав одну грузовую ходку и переждав разразившуюся непогоду, 9 октября, несмотря на крайне высокую лавинную опасность после прошедшего снегопада, в 15:15 Анатолий в одиночку вышел на Северную (Центральную) вершину (8008 м). Свои шансы остаться в живых, если бы он попытался пройти в тех условиях потенциально несложный 50-ти по горизонтали и десяти с небольшим метровый по вертикали гребень, отделявший его от главной вершины, Букреев оценил как «смешное подобие русской рулетки».
На следующий день участники экспедиции Башкирова поднялись на вершину по следам Анатолия. Ещё через день на вершину поднялась итальянская команда, в которую входил Симоне Моро, ставший со временем одним из наиболее близких друзей Букреева.

#### Эверест, Лхоцзе, Броуд-Пик, Гашербрум (1997)

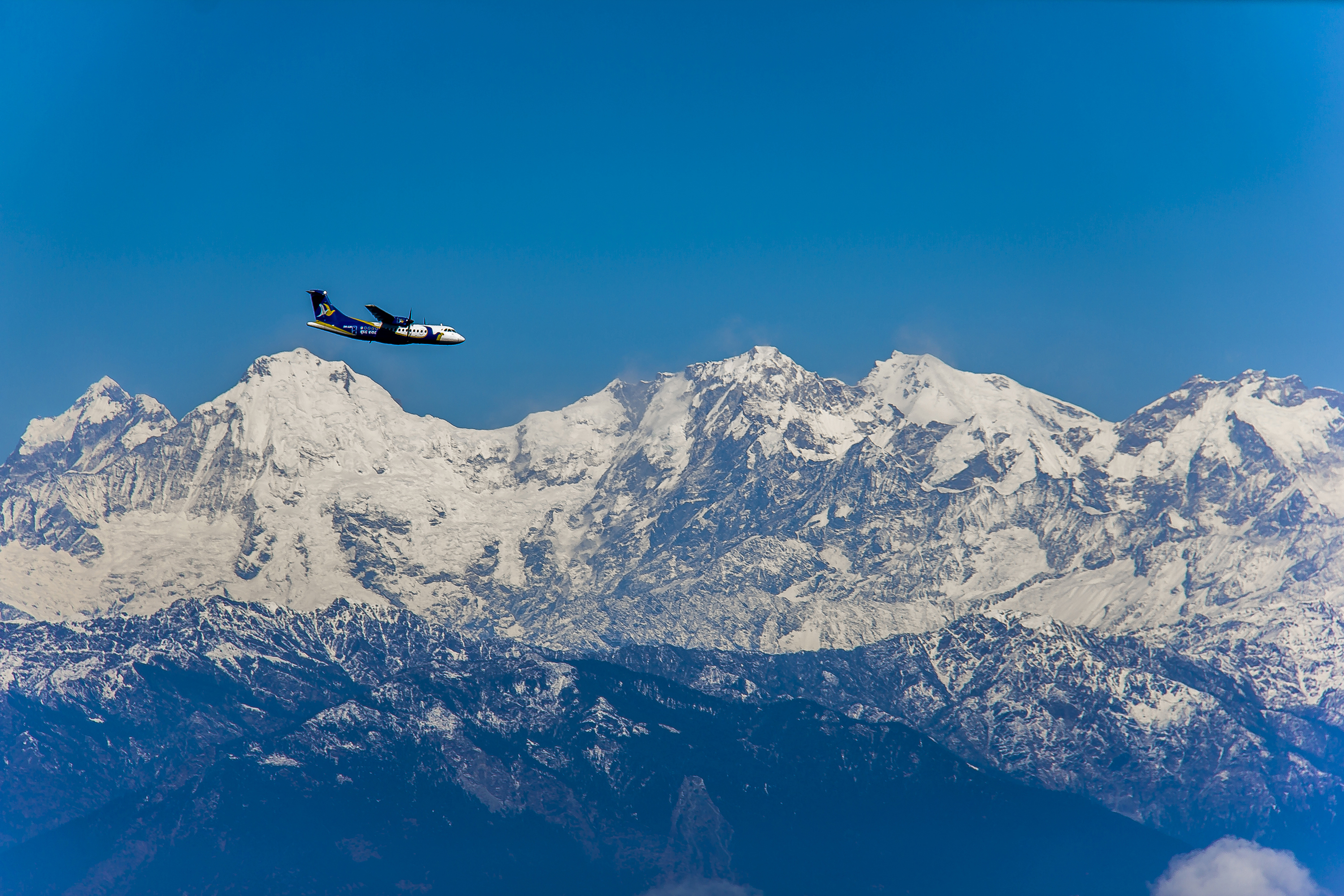
Ганешские Гималаи

Осенью 1996 года Букреев дал согласие на предложение возглавить (как гиду) первую индонезийскую экспедицию на Эверест, пермит на восхождение был получен на весну 1997 года по классическому маршруту с юга. По его собственным словам: «Предложение возглавить экспедицию на Эверест привлекло меня по двум причинам. Во-первых, я чувствовал, что моя миссия на горе не завершена. Я считал, что обязан вернуться туда, где прошлой весной на нашу долю выпало столько испытаний. Я собирался предать достойному погребению тела Скотта Фишера и Ясуко Намбы. Что ещё я мог сделать для них теперь, когда их уже было не вернуть? <> Я надеялся, что новая работа будет в большей степени, чем предыдущая, соответствовать моим представлениям о том, как должна быть организована альпинистская экспедиция». Хотя это начинание щедро финансировалось, тем не менее, Букреев согласился лишь на условиях проведения жёсткой подготовки азиатской команды (шансы на успешное восхождение которой он оценивал невысоко) и полной свободы в принятии решений на этапе восхождения. Для переговоров с её организатором и руководителем генералом Прабово Субьянто (англ. Prabowo Subianto) Букреев летал в Джакарту. В качестве инструкторов/гидов индонезийской команды дали согласие на работу также альпинисты-высотники Владимир Башкиров и Евгений Виноградский (врач по образованию, что было важно для отбора кандидатов на восхождение).

С декабря по февраль в Ганешских Гималаях Башкировым и Виноградским проводился тренинг индонезийской команды (Букреев занимался организационными вопросами и собственными проблемами со здоровьем, — последствиями автомобильной аварии 1996 года, и, по его словам, «такую программу акклиматизации я не порекомендовал бы никому»), во время которого из почти сорока кандидатов были отобраны десять человек (в основном из числа военных), которые и прибыли в базовый лагерь под Эверестом 19 марта. Столь раннее начало экспедиции Букреев обосновывал тем, что «после прошлогодней трагедии у меня не было ни малейшего желания толпиться в очереди за несчастьем». В ходе акклиматизационных выходов на гору по естественным причинам «отсеялось» ещё семеро индонезийских альпинистов, — остались Мизирин Серджан, Асмуджино Праджурит и Иван Сетьяван Аетнаннужно, которые и вошли в штурмовую группу. На восхождении, которое началось в ночь с 25 на 26 апреля с Южного седла, группу сопровождали трое высотных гидов и несколько шерпов, которые несли кислород до Южной вершины, обеспечивали радиосвязь с другими лагерями и группами, работавшими на горе — был учтён печальный опыт предыдущего года. По настоянию Букреева, на 8500 м установили V-й высотный лагерь (высотную палатку с минимумом бивачного снаряжения). 26 апреля Букреев около 15:00 вместе с Асмуджино Праджуритом поднялся на Эверест — остальные индонезийцы повернули вниз в считанных метрах от вершины. Как и предполагал Букреев, спуск вниз происходил крайне медленно, и к палатке V-го лагеря ему с индонезийцами удалось дойти лишь в половине восьмого вечера. Всю ночь Башкиров, Виноградский и Букреев «выхаживали» клиентов горячим питьём и кислородом из имевшихся всего двух полных баллонов (сами гиды им не пользовались — кислород использовался ими только на восхождении). Утром 27 апреля Башкиров повёл клиентов вниз, а Букреев и Виноградский на спуске отыскали тело Скотта Фишера и обложили его камнями, сделав своеобразную могилу. Американский флаг с надписями прощания от его родственников, которым предполагалось накрыть тело, Букреев водрузил на вершине мира, поскольку не был уверен в том, что на спуске будет время и силы осуществить этот ритуал. После ночёвки на Южном седле утром следующего дня Анатолий нашёл тело Ясуко Намбы, обложил его камнями, а также взял несколько её личных вещей, которые позже передал её мужу.

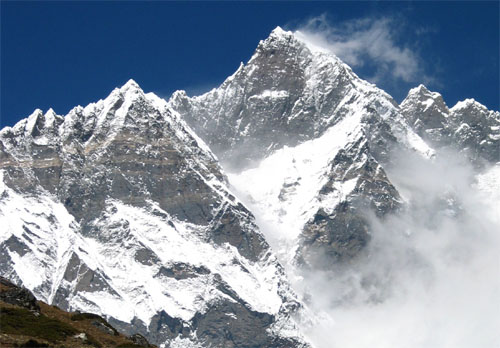
Лхоцзе

Месяцем позже, 26 мая, вместе с итальянским альпинистом Симоне Моро Анатолий Букреев во второй раз в своей карьере поднялся на вершину Лхоцзе (по «классике»). Первоначально их замысел заключался в том, чтобы попытаться первыми пройти траверс Лхоцзе-Эверест, а «если я буду в норме», как писал Букреев, то и со спуском на Тибетскую сторону. Однако из-за проблем со здоровьем после восхождения от идеи траверса Букреев отказался: «Не знаю, спущусь или не спущусь» — сказал он на спуске Владимиру Башкирову, который уже в числе участников российской экспедиции на Лхоцзе (планировавшей «в идеале» траверс всех трёх вершин этого массива — Лхоцзе-Среднюю-Шар) в тот же день поднялся на эту вершину. На спуске с вершины В. Башкиров умер от сердечной недостаточности, которую, как и проблемы с собственным здоровьем, Букреев связал со слишком резкой сменой акклиматизации. «Спустившись вниз, в Катманду, после тяжелой, громадной работы, мы резко сбросили высоту и оказались в бездействии 12 дней. Это все равно, что на полном скаку остановить лошадь. <> То же самое и с нашими организмами случилось, я думаю так. Все было очень похоже, и у меня, и у Володи… <Я сам> был недалёк от того, чтобы навсегда остаться в горах».
После непродолжительного отдыха 14 июня Букреев вылетел в Пакистан, где присоединился к экспедиции Тора Кизера на Броуд-Пик (участие Анатолия было заранее им оплачено, но на особых условиях — услуги базового лагеря и восхождение по собственной программе). 27 июня он «забросил» на 6900 м минимальный набор бивачного снаряжения, а 7 июля, воспользовавшись «погодным окном», в 16:30 поднялся соло на свой десятый восьмитысячник в карьере (суммарно восхождение заняло 36 часов с момента выхода из базового лагеря).
До 12 июля Букреев отдыхал в базовом лагере Кизера. 13 числа он пешком добрался до базового лагеря альпиниста и предпринимателя из Боулдера Гэри Нептьюна (англ. Gary Neptune), разбитого у начала подъёма на Гашербрум II, а на следующий день, 14 июля, всего за 9 часов 37 минут совершил скоростное соло-восхождение из Лагеря I (5800 м) по классическому маршруту на тринадцатый по высоте и свой последний, одиннадцатый восьмитысячник в карьере. Обратный путь занял 3,5 часа

## Обстоятельства гибели

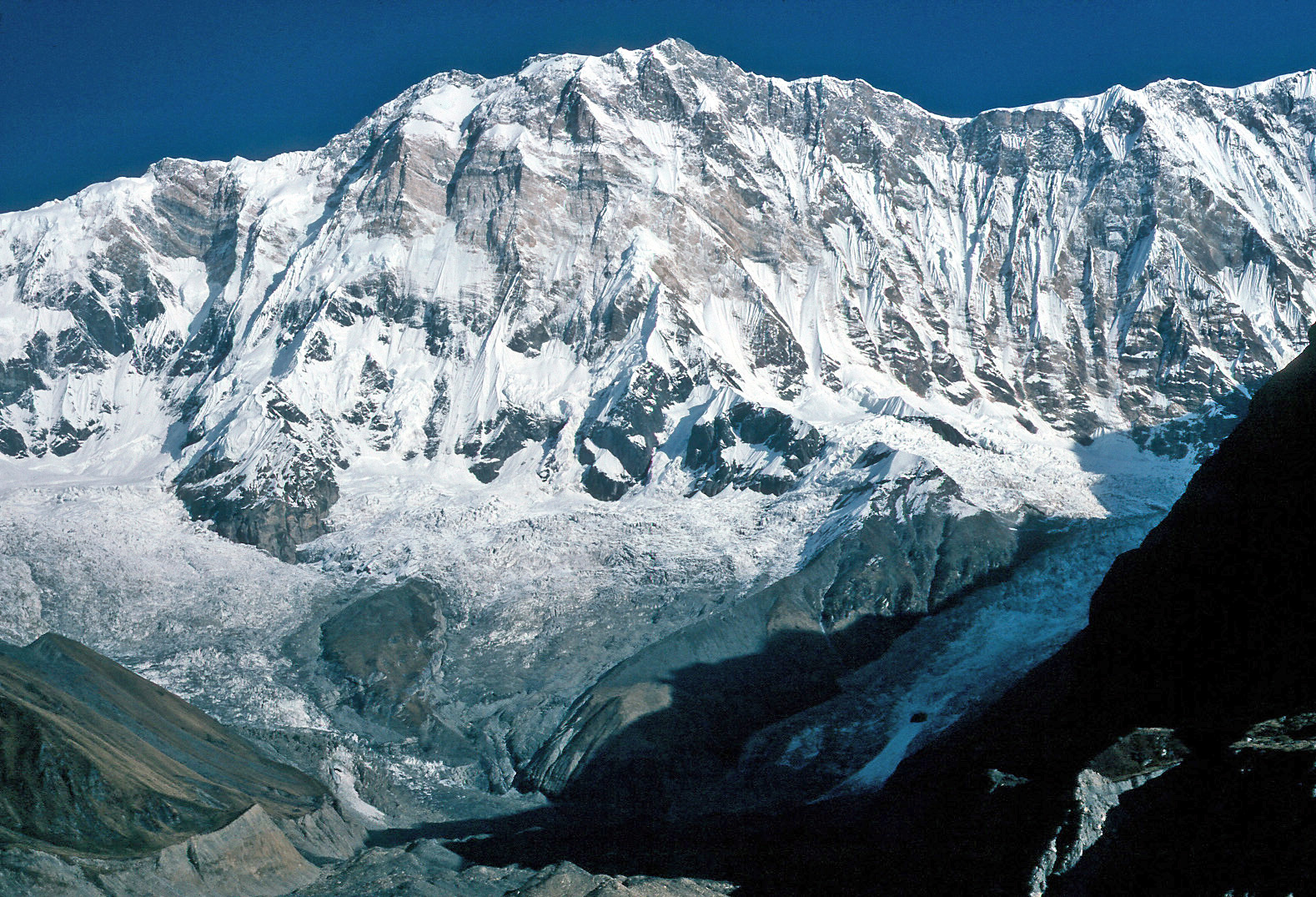
Аннапурна

После восхождения на Гашербрум II для обретения «Короны Гималаев» Букрееву оставалось взойти на Аннапурну, Нанга-Парбат и Хидден-Пик, хотя, по словам Симоне Моро, все 14 восьмитысячников не были самоцелью Букреева. Летом того же года Букреев пригласил Райнхольда Месснера на Тянь-Шань совершить несколько несложных восхождений. Во время совместного времяпрепровождения Месснер отметил, что если Букреев, несмотря на уже достигнутые им успехи, действительно хочет войти в когорту величайших восходителей современности, то ему стоит обратить внимание на сложные и желательно не пройденные никем ранее маршруты. Посыл был услышан, и, после консультаций с Месснером, зимой 1997—1998 годов Букреев в связке с Моро запланировал пройти в альпийском стиле маршрут Бонингтона по Южной стене на Аннапурну. В случае успеха, восхождение стало бы одной из значимых вех в истории покорения гималайских вершин.
2 декабря альпинисты и кинооператор-высотник Дмитрий Соболев (партнёр Букреева по восхождению на Манаслу [1995]) прибыли в базовый лагерь. За три недели их пребывания в районе Аннапурны в декабре 1997 года, по оценке Моро, выпало почти четыре метра снега, в связи с чем из-за высокой лавинной опасности альпинистам пришлось поменять первоначальные планы — ими был выбран более безопасный с их точки зрения маршрут по восточной стене, выводящий на гребень между Аннапурной Главной и Аннапурной II (7937 м). 25 декабря тройка вышла на очередную обработку нового маршрута. Моро шёл первым, провешивая перила, Букреев с Соболевым шли чуть ниже и несли верёвки. Примерно в 12:15, когда они находились на высоте 6300—6350 м, с гребня Аннапурны обвалился снежный карниз, вызвавший лавину, которая и смела всех троих. «На меня сверху в снежном облаке падали куски льда и скал… <> Думаю, что я лишь успел крикнуть об опасности Анатолию и Дмитрию. Я помню, что они быстро рванули в сторону в попытке уйти из-под удара лавины…». Моро, который успел ухватиться за только что организованную страховку, лавина протащила около 800 метров вниз, он получил тяжёлые травмы рук, но остался жив. «Было 12:37, когда я остановился, полупогребённый в снегу на высоте около 5500 метров. Я не видел одним глазом, мои руки были разрезаны до костей, одежда была изорвана в клочья… Я вызывал по рации Анатолия и Дмитрия, но они не отвечали. Я ходил по лавинному выносу 15 минут, но не услышал от них ни звука». Букреев и Соболев погибли. Спустя шесть часов Симоне Моро смог спуститься в базовый лагерь (4095 м), а позднее, после десятичасового спуска до непальской деревни, по рации сообщить о случившемся.
Через три дня Моро на вертолёте ещё раз облетел место трагедии, однако никаких признаков, что кто-то выжил, не наблюдал. В начале января на поиски погибших вылетела организованная Линдой Уайли экспедиция из Алма-Аты в составе четырёх опытных альпинистов (Ринат Хайбуллин, Сергей Овчаренко, Дмитрий Муравьев и Андрей Молотов), но найти тела Букреева и Соболева не удалось. В марте 1998 года поисковая операция была повторена, но безрезультатно.

## Семья
Букреев никогда не был женат. По его собственным словам — «… у меня опасная работа…». В 1994 году в Непале Букреев познакомился с Линдой Уайли (англ. Linda Wylie) — врачом общей практики из США, увлеченной альпинизмом. С ней он провёл последние годы жизни. Она стала для Букреева не только гражданской женой, но и компаньоном во многих начинаниях, подопечным на восхождениях, соавтором его первой книги. По словам Уайли: «Он принес мне вершину Хан-Тенгри, добавил писателя в список моих достижений, обогатил мою жизнь своим чувством юмора и нежностью. Я была счастлива эти годы, несмотря на то, что наша совместная жизнь была наполнена вызовами, сменявшими друг друга постоянно. Мы очень уважали друг друга. А красота гор отражалась в нас и в нашем отношении друг к другу».

## Память

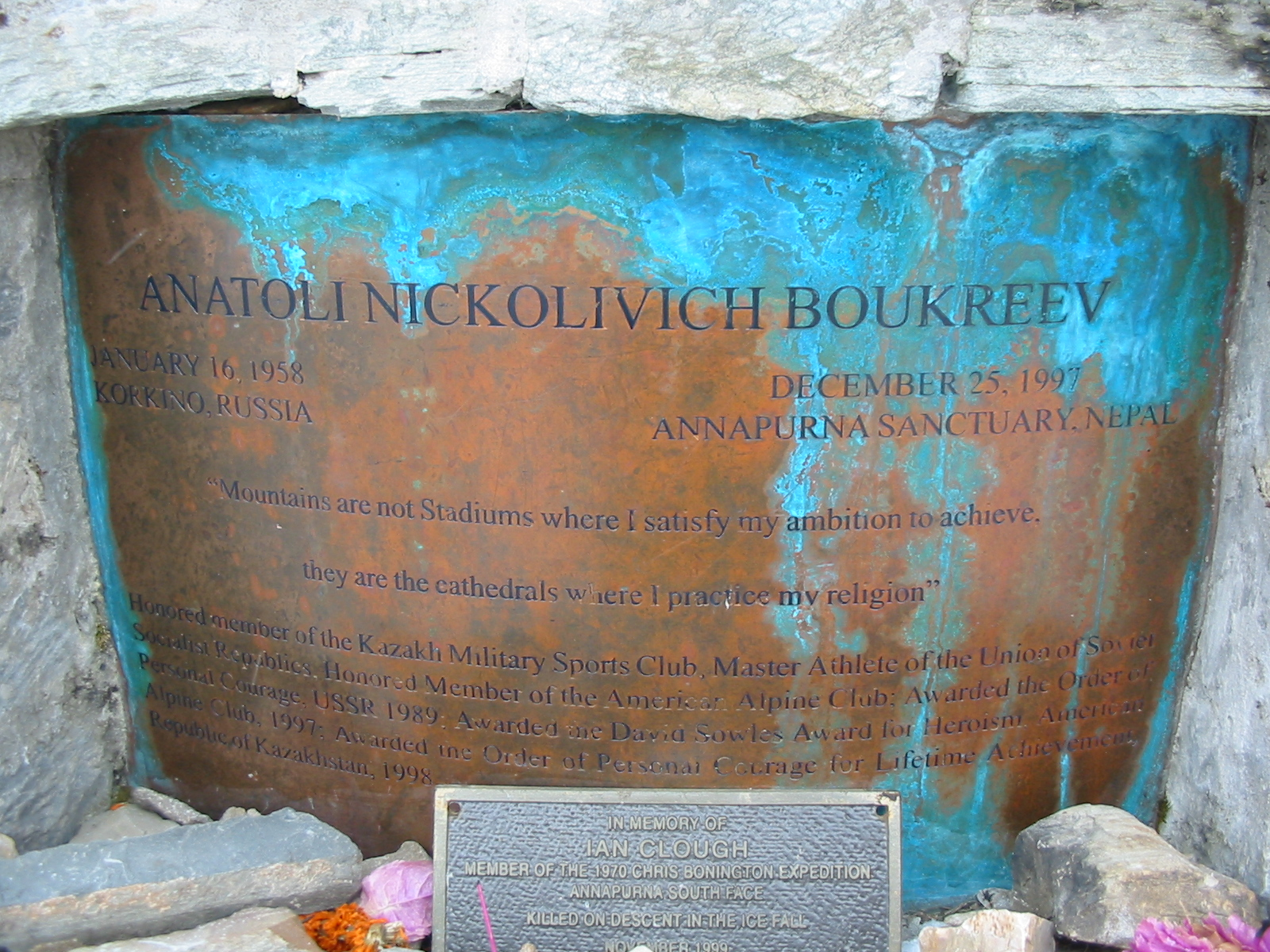
Памятная доска в базовом лагере под Аннапурной

6 мая 1998 года Анатолий Букреев указом Президента Казахстана № 3939 был посмертно награждён казахстанской медалью «За мужество» (каз. Ерлігі үшін).
В 1999 году в базовом лагере под Южной стеной Аннапурны Линдой Уайли была установлена мемориальная плита, на которой выгравирована, среди прочих традиционных сведений, цитата из дневников Букреева: «Горы не стадионы, где я удовлетворяю свои амбиции, они — храмы, где я исповедую мою религию» (на английском языке). Уайли также организовала благотворительный Фонд памяти Анатолия Букреева (англ. Anatoli Boukreev Memorial Fund), финансовой основой которого стали деньги, заработанные Букреевым. Они были потрачены на финансирование проектов по обмену опытом между альпинистами казахстанской и американской альпшкол (альпклубами Алма-Аты и школы «NOLS» [National Outdoor Leadership School]), из средств фонда были также оплачены спасательная экспедиция Алма-Атинского альпклуба по поискам тел Букреева и Соболева 1998 года, а также долг Букреева вдове Рейнмара Йосвига — организатора немецкой экспедиции на К2 1993 года. Когда все средства были потрачены, работа фонда приостановилась.
Летом 1999 года итальянский альпинист и напарник Букреева по последнему восхождению Симоне Моро, организовал проект «„Снежный барс“ за один сезон» — в память о Букрееве флаг Казахстана был развёрнут на всех пяти семитысячниках бывшего СССР. В проекте участвовали Симоне Моро, Марио Курнис, Денис Урубко и Андрей Молотов (только двое последних смогли взойти на Пик Победы). На совершение восхождений ушло 42 дня: 16 июля — пик Ленина (7134 м), 27 июля — пик Корженевской (7105 м), 7 августа — пик Коммунизма (7495 м), 19 августа — пик Хан-Тенгри (7010 м), 24 августа — пик Победы (7439 м). Достижение Урубко и Молотова было побито лишь в 2016 году, когда польский альпинист Анджей Баргель поднялся на все пять высочайших гор бывшего СССР за 29 дней 17 часов и 5 минут (однако он совершал спуск на лыжах).
Начиная с 1999 года в предгорьях Алма-Аты проводятся ежегодные состязания по скоростному одиночному восхождению на пик Амангельды (3999 м) «Забег памяти Анатолия Букреева». По различным причинам формат, статус и название состязания менялось, но его суть осталась неизменной — оно проводится в конце года и приурочено ко дню смерти Букреева.
В 2001 году издательством St. Martin’s Press была опубликована книга Линды Уайли «Выше облаков. Дневники высотного альпиниста» (англ. Above The Clouds. The Diaries of a High-Altitude Mountaineer), в основу которой легли воспоминания и дневниковые записки Анатолия Букреева. В 2002 году на ежегодном фестивале в Банфе (Канада) книга была удостоена премии Джона Уайта в номинации Mountain Literature (с англ. — «Литература по горной тематике»), финансируемой музеем Уайта. По словам Джона Уильямсона, «альпинист вы или нет, но вы должны прочитать эту исповедь о первозданной чистоте и глубине человеческой души». В 2003 году о трагическом восхождении на Аннапурну и памяти Анатолия Букреева была опубликована книга Симоне Моро «Cometa sull’Annapurna» (с итал. — «Комета над Аннапурной»).
В мае 2002 года памяти Анатолия Букреева был выпущен 40-минутный документальный фильм «Непокоренная вершина» (TV Media, Алма-Ата, M’art Production, режиссёры А. Севернюк и В. Тюлькин), в который вошли видеоматериалы Дмитрия Соболева, отснятые на Аннапурне. В 2014 году был выпущен ещё один документальный фильм — «Гид в неизвестность» (режиссёр Галина Муленкова).
В 2007 году на пике Пионер под Алма-Атой выше турбазы «Алматау» в день 10-й годовщины гибели Букреева альпинистской общественностью была установлена тренога с колоколом и две чугунные памятные плиты: одна именная, вторая с молитвой. Пик теперь носит имя Букреева.
В 2017 году на здании школы № 2 в Коркино, которую закончил Букреев, была установлена мемориальная доска.
В октябре 2019 года на стене одного из домов на перекрёстке проспекта Достык и улицы Толе би в Алма-Ате появился мурал, посвящённый Анатолию Букрееву.
В начале 2023 года близ Алма-Аты, в урочище Медеу перед одноимённым высокогорным катком, по инициативе и при поддержке Фонда Нурлана Смагулова был установлен памятник Анатолию Букрееву. Автор — скульптор Нурлан Далбай.
7 сентября 2023 года в Южно-Уральском государственном гуманитарно-педагогическом университете (г. Челябинск) была открыта мемориальная доска в память об Анатолии Букрееве, который окончил физико-математический факультет ЧГПИ. Открытие приурочено к 65-летнему юбилею альпиниста

## Комментарии
1. ↑  Траверс любого числа вершин по советской и российской классификации засчитывается как одно препятствие. Если считать вершины массива Канченджанги, пройденные им, за отдельные, то всего А. Букреев поднимался на восьмитысячники 21 раз.
2. ↑  Отчасти Букреев позднее сам подтвердил эту оценку в своих воспоминаниях: «… видя, что я не придерживаюсь установленных норм, смотрю на ситуацию своими глазами и делаю то, что другие не делают, и, наоборот, не делаю того, что принято делать, многие поспешили сформировать мнение обо мне как о сильном альпинисте, супермене, который ничего не понимает в гидовской работе… интуитивно чувствуя возможность опасности <> я всё внимание сфокусировал на предстоящем восхождении. А все детали, не важные для работы, исключил из зоны внимания»[7].
3. ↑  Отдельные участки траверса проходились, в частности в 1967 и 1970 годах[21]
4. ↑  Из всех 4 вершин массива Канченджанги выше 8000 м в число 14-ти восьмитысячников входит только главная вершина.
5. ↑  По словам Г. Копейки
6. ↑  В 1990 году во время первой Казахстанской экспедиции на Манаслу в результате срыва погибли Зинур Халитов, Григорий Луняков и Мурат Галлиев.
7. ↑  Позже именно это решение станет краеугольным камнем в описании последующих трагических событий различными источниками
8. ↑  В целом ряде источников дата восхождения 25 сентября.
9. ↑  судя по дате на официальном сайте http://www.boukreev.org/homepage.html в 2002 году
10. ↑  «Мемориал», «Amangeldy Race», «Амангельды»
11. ↑  Презентация книги на русском языке состоялась в Москве 17 ноября 2018 года.